# Kosovo
Il Kosovo, anche Cossovo o Kossovo (AFI: /ˈkɔssovo/ o /kosˈsɔvo/; in albanese Kosova; in serbo Косово и Метохија?, Kosovo i Metohija), ufficialmente Repubblica del Kosovo (in albanese Republika e Kosovës; in serbo Република Косово?, Republika Kosovo), è uno Stato a riconoscimento limitato dell'Europa sud-orientale.
Proclamò unilateralmente l'indipendenza dalla Serbia il 17 febbraio 2008; quest'ultima dichiarò immediatamente di non riconoscerne l'indipendenza, accolta invece da numerosi Stati, tra cui l'Italia. Al 2025 l'indipendenza è riconosciuta da 104 Stati membri dell'ONU su 193. Secondo la Corte internazionale di giustizia, appositamente investita dall'Assemblea Generale dell'ONU (parere consultivo del 22 luglio 2010), la dichiarazione d'indipendenza del Kosovo non ha violato né il diritto internazionale generale né la risoluzione 1244 del consiglio di sicurezza ONU. Il parere non include una presa di posizione sugli effetti della dichiarazione e cioè sull'acquisto, o no, della qualità di Stato a tutti gli effetti (paragrafo 51).
Al centro della penisola balcanica, è delimitato a nord e a est dalla Serbia, a sud-est dalla Macedonia del Nord, a sud-ovest dall'Albania e a ovest dal Montenegro. Ha una superficie di 10888 km² e una popolazione di circa 1,8 milioni di abitanti.
Abitata da popolazioni illiriche fin dall'antichità, fu parte dell'Impero romano. Invaso a più riprese da popolazioni slave venute dal nord-est dall'VIII secolo, rimase abitato da una popolazione mista di origine illirica e slava. Divenuta parte dell'Impero bizantino e poi impero serbo, dopo la battaglia della Piana dei Merli (1389), che vide le forze militari cristiane serbe fronteggiare gli ottomani, il territorio passò sotto controllo ottomano, rimanendo temporaneamente diviso in alcuni principati semi-autonomi (perlopiù serbi ma anche, nella parte più occidentale, albanesi) che infine caddero completamente sotto il dominio turco. Con una seconda battaglia, nel 1445 il condottiero albanese Giorgio Castriota “Scanderbeg” riuscì a sottrarre temporaneamente parte della regione al gioco degli ottomani, che tuttavia riacquisirono il pieno dominio del Kosovo in seguito alla sua morte. Nel XIX secolo si accentuarono rivolte popolari per l'indipendenza e la Lega di Prizren (1878) promosse l'idea di uno stato nazionale albanese, anche in difesa dei confini dalle pressioni serbo-montenegrine al nord e greche al sud, e stabilì il moderno alfabeto albanese. Pur non rientrando nei confini decisi nella conferenza di Londra nell'autodichiarata indipendente Albania (1912), l'ideale di unione nazionale fu sempre caratteristica delle popolazioni locali. Durante la seconda guerra mondiale, con l'occupazione italiana dell'Albania (1939-1943), buona parte dell'attuale Kosovo si unì allo Stato albanese. Con la conclusione della seconda guerra mondiale divenne parte della Repubblica Socialista Federale di Jugoslavia, mantenendo una certa autonomia amministrativa e culturale a causa della sua diversa identità in parte non slava. Dopo i gravi fatti e la guerra che ne scaturì, il Kosovo ha dichiarato la sua indipendenza ed è una repubblica parlamentare.
La capitale è Pristina. La maggioranza degli abitanti è di lingua albanese e si riconosce albanese. Il secondo gruppo etnico più numeroso sono i serbi. Pur non appartenendo all'Unione Europea, utilizza di fatto l'Euro dal 2002.

## Origine del nome
Il nome attuale "Kosovo" ha origine dalla località della Piana dei Merli (Fushë Kosovë in albanese, Kosovo Polje in serbo), 8 km a sud-ovest di Pristina, teatro della battaglia omonima del 1389. In serbo Kosovo Polje (Косово Поље) significa, alla lettera, "Campo del merlo" (o "Piana del merlo"), essendo kosovo la forma declinata possessiva della parola slava e serba Kos (Кос) "merlo", ossia "del merlo". Il toponimo - diffuso in ambito slavo, sino alla Bielorussia - è di origine slavo-serba, non avendo alcun significato proprio in albanese, che ne ha fatto un prestito, limitandosi a tradurre "campo" (Fushë), ma non "merlo" (che in albanese è Çavë) e a mutare la vocale finale in "Kosovë".
Un toponimo più antico della regione (più estesa rispetto all'attuale Kosovo) è "Dardania", dal proto-albanese dardhë (pera), dove abitava la tribù illirica dei Dardani, da cui prese il nome. Esso è ancora utilizzato - seppur informalmente - da alcuni albanesi dello Stato kosovaro.

## Geografia

Carta fisica del Kosovo

### Morfologia
Il Kosovo confina con la Serbia a nord e a est, con il Montenegro a nord-ovest, l'Albania a sud-ovest e la Macedonia del Nord a sud; è senza sbocco al mare.
Il Kosovo ha una superficie di 10 888 km², in gran parte occupato da rilievi, fra cui i principali sono il Kopaonik a nord, i monti Sharr a sud e sud-est e la Gjeravica, a sud-ovest (con la cima più elevata, 2 656 metri). Le pianure principali sono il bacino della Metochia (Metohija in serbo) a ovest e la piana del Kosovo a est, separate da una zona di colline (Golak).

### Idrografia
In Kosovo si incontrano gli spartiacque del bacino del mare Adriatico, del mar Nero e del mare Egeo.
I fiumi principali sono il Drin i bardh ("Fiume bianco" in italiano) a ovest, che scorre in direzione sud verso il mare Adriatico, la Sitnica e la Morava a est nel Golak, e soprattutto l'Ibar che scorre verso nord per gettarsi nella Morava occidentale e poi nel Danubio. A sud-est la valle della Binačka Morava è tributaria della Morava meridionale. La parte meridionale del Kosovo appartiene alla valle del Lepenac, affluente del Vardar.
Il lago principale è il lago Ujmani o Gazivoda a nord-ovest, un bacino artificiale sull'Ibar. A ovest è presente il lago Radoniq (Radonjić), mentre a est si trova il lago Batllava (Batlava). Anche questi ultimi due sono laghi artificiali.

### Clima
Il clima del Kosovo è prevalentemente continentale, con estati calde e inverni freddi, essendo la regione limitata a sud dalle catene montuose delle Alpi albanesi settentrionali, e a ovest dai monti Mokra Gora. Pertanto la presenza di queste due catene limita il transito sull'area dei sistemi meteorologici (perturbazioni) mediterranei, mantenendo il contenuto in umidità relativa piuttosto basso. Il Kosovo ha estati calde, con temperature massime oscillanti da 25 °C a 35 °C, e inverni freddi, da −15 °C a +5 °C.
Nelle principali città del Kosovo le temperature medie giornaliere oscillano tra −3 °C e +3 °C d'inverno. La temperatura più bassa mai registrata è stata di −25 °C. In estate, la temperatura media massima è di 27 °C, mentre la media minima è di 16 °C. La temperatura più alta registrata è stata di 43 °C.
Il vento non assume quasi mai valori di intensità notevole: la zona è caratterizzata da venti deboli di direzione variabile.
Le precipitazioni medie annuali variano tra 920 mm all'anno nell'area più occidentale e 610 mm all'anno in quella più orientale. I mesi più piovosi sono ottobre e dicembre, entrambi con circa 110 mm di precipitazione; invece i mesi meno piovosi sono luglio e agosto con circa 45 mm. I giorni di precipitazioni nevose sono mediamente cinque per ogni mese tra dicembre e marzo.

## Storia
L'area dell'attuale Kosovo fece parte in età antica dell'Impero macedone e dell'Impero romano. Con l'indebolimento dell'Impero bizantino, esso venne colonizzato dagli slavi e divenne parte del regno medievale di Serbia e dell'Impero serbo. Con la frammentazione di questo, e la sconfitta nella Battaglia della Piana dei Merli nel 1389, il Kosovo passò sotto dominio ottomano per cinquecento anni. Con le guerre balcaniche del 1912-13, esso venne riannesso al Regno di Serbia, assieme al quale partecipò alla storia della Jugoslavia nel '900. A seguito della guerra del Kosovo (1998-99), il territorio è stato sottratto al controllo serbo e posto sotto amministrazione ONU. La Repubblica del Kosovo si è autoproclamata indipendente nel 2008 ed è oggi riconosciuta da circa la metà degli stati membri ONU.
L'area, nota come parte della Dardania, abitata dai dardani e caratterizzata in epoca antica da un livello sempre molto scarso di urbanizzazione e di penetrazione della civiltà classica, fu occupata da Alessandro Magno nel IV secolo a.C..
Conquistata da Roma nell'anno 160 a.C. e incorporata nella provincia romana dell'Illirico e poi della Mesia superiore, a partire dal IV secolo, l'area del Kosovo, ormai in gran parte romanizzata, venne integrata nella Provincia di Dardania dell'Impero bizantino.
Con l'allentarsi dell'autorità e del controllo di Bisanzio sull'entroterra balcanico, la regione rimase esposta alle migrazioni slave del VI e VII secolo dall'Europa orientale. Archeologicamente, il primo Medio Evo rappresenta uno iato nei reperti, e qualunque cosa fosse rimasto delle popolazioni native della regione si fuse con le nuove popolazioni slave.

### Storia medievale
La successiva storia politica e demografica del Kosovo non è conosciuta con assoluta certezza fino al XIII secolo. La regione venne assorbita nel Primo Impero bulgaro attorno all'anno 850, con il consolidamento del cristianesimo e della cultura slavo-bizantina. Venne riconquistata dai bizantini dopo il 1018 e divenne parte del nuovo thema di Bulgaria. In quanto centro di resistenza slava a Costantinopoli nella penisola, la regione cambiò spesso di mano tra serbi e bulgari da una parte e Bisanzio dall'altra, fino a che il principe serbo Stefan Nemanja se ne assicurò il controllo verso l'anno 1180. Il suo successore, Stefano Prvovenčani assunse il controllo del resto del Kosovo dal 1216, creando in tal modo uno Stato che incorporò la maggior parte dell'area che costituisce oggi Serbia e Montenegro, regolato in base al Canone di San Sava (Zakonopravilo).
Nel XIII e XIV secolo, il Kosovo divenne centro politico e spirituale del regno serbo, con la sede dell'arcivescovato serbo a Pec e la corte dei Nemanjić tra Prizren e Skopje. Nello stesso periodo, centinaia di chiese, monasteri (quali quelli di Gračanica e Visoki Dečani) e roccaforti feudali vennero costruite.
L'apice del potere serbo nella regione venne raggiunto nel 1346 con la formazione dell'Impero serbo e l'incoronazione di Stefano Dušan. Tuttavia, alla sua morte nel 1355 e ancor più a partire dal 1371 l'impero serbo si frammentò in una serie di principati feudali. Il Kosovo divenne terra ereditaria dei casati Mrnjavčević e Branković. Nel tardo XIV e XV secolo parti del Kosovo, spingendosi a est fino a Pristina, fecero parte del Principato di Dukagjini, in seguito incorporato nella federazione albanese contenente i principati albanesi dei Balcani, la Lega di Lezhë.

#### Battaglie del Kosovo

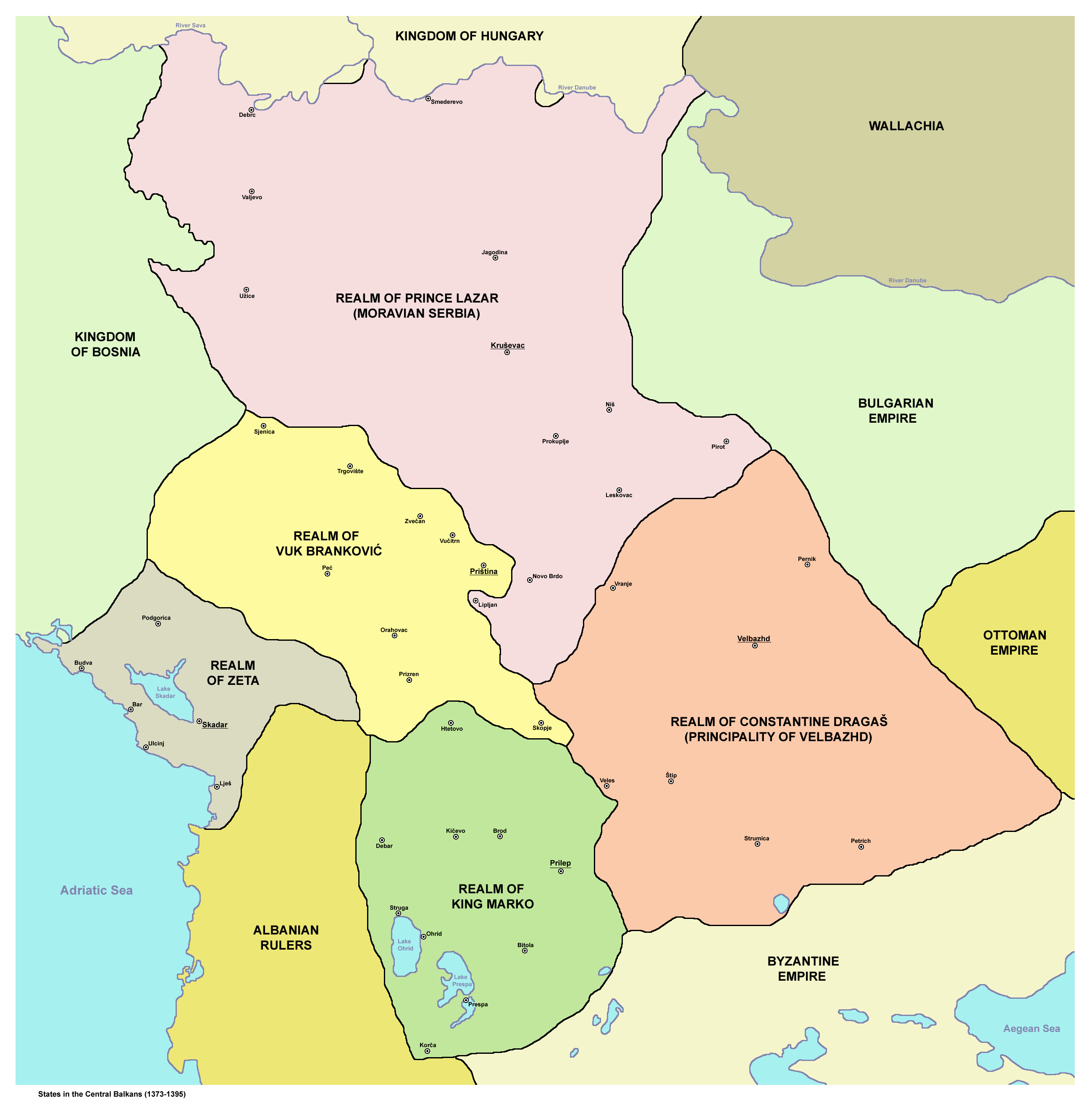
I Balcani a fine XIV secolo

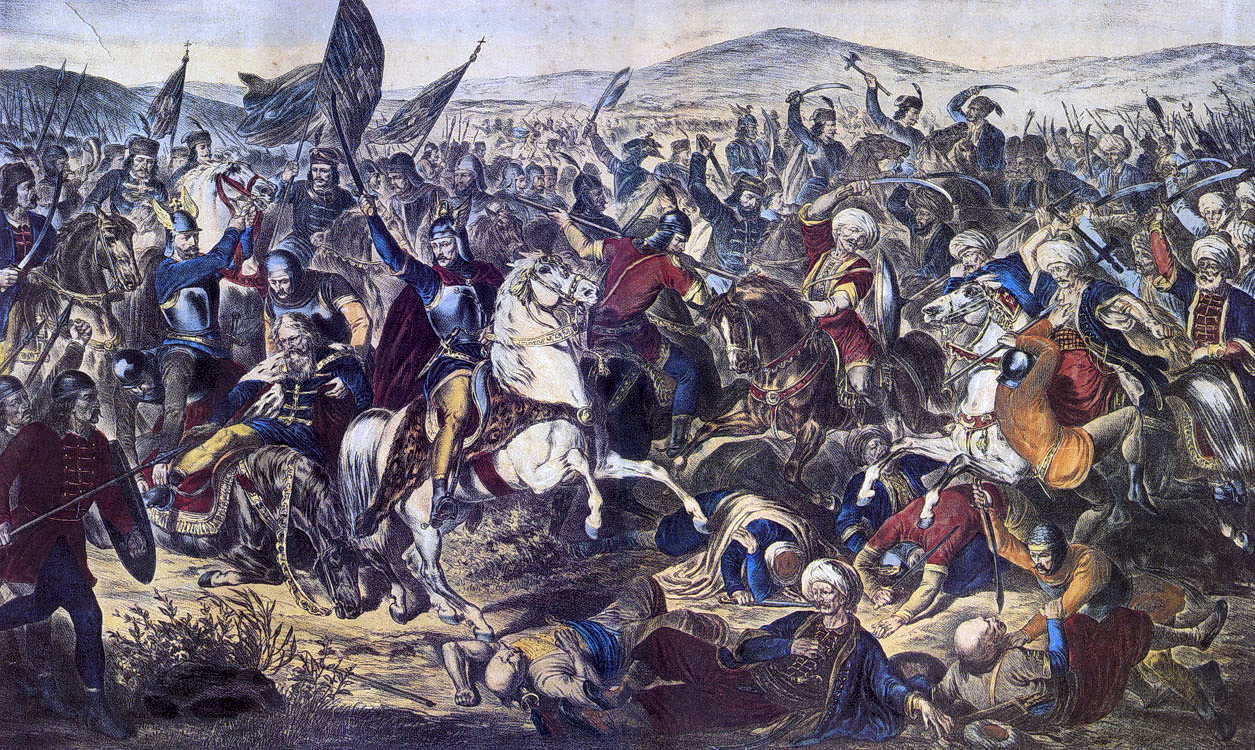
Battaglia di Kosovo Polje, Adam Stefanović, olio, 1870

La battaglia della Piana dei Merli avvenne sul campo omonimo il 15 giugno 1389, quando il knez (principe) di Serbia, Lazar Hrebeljanović, radunò una coalizione di soldati cristiani, composta da slavi (serbo-bosniaci), albanesi, magiari e maltesi, e di un contingente di mercenari sassoni. Il sultano ottomano Murad I riunì anch'egli una coalizione di soldati e volontari dei vicini paesi di Rumelia e Anatolia. L'esercito serbo fu sgominato e Lazar trucidato, mentre Murad I fu ucciso (secondo racconti leggendari di epoca posteriore) da Miloš Obilić.
In seguito a ciò il figlio di Lazar e altri principati serbi accettarono un vassallaggio nominale al Sultano ottomano, cui venne offerta in sposa la figlia di Lazar per suggellare la pace. Ma già nel 1459 i turchi avevano conquistato la nuova capitale serba, Smederevo.
La seconda battaglia del Kosovo fu combattuta da Giorgio Castriota Scanderbeg, che liberò Kosovo e Albania dall'invasione degli ottomani nella battaglia di Prizren il 10 ottobre 1445. L'esercito ottomano con 15.000 cavalieri guidato da Firuz Pascià aveva l'ordine di distruggere Scanderbeg e gli albanesi. Castriota lo attese alle gole di Prizren il 10 ottobre 1445 e ne uscì vincitore. Giorgio Castriota Scanderbeg fu l'unico condottiero a liberare il Kosovo dall'invasione degli ottomani. Il Kosovo mantenne la propria autonomia insieme all'Albania fino alla morte di Scanderbeg nel 1468. In seguito la regione fu conquistata di nuovo dai Turchi.
La terza battaglia fu combattuta lungo l'arco di due giorni nell'ottobre del 1448, fra una forza ungherese comandata da Giovanni Hunyadi e un esercito ottomano guidato da Murad II. Significativamente più imponente della prima battaglia, l'esercito ungherese fu tuttavia sconfitto e messo in fuga. Scanderbeg non riuscì a partecipare a questa battaglia, perché gli fu impedito dal re serbo Đurađ Branković, il quale si era alleato con il sultano Murad II. A causa di ciò Scanderbeg si vendicò, distruggendo villaggi serbi lungo il suo cammino, per essergli stato impedito di unirsi alla causa cristiana. Purtroppo, quando Scanderbeg riuscì a raggiungere Hunyad, questo era stato già sconfitto dai turchi.

### Il Kosovo nell'Impero ottomano (1478-1912)

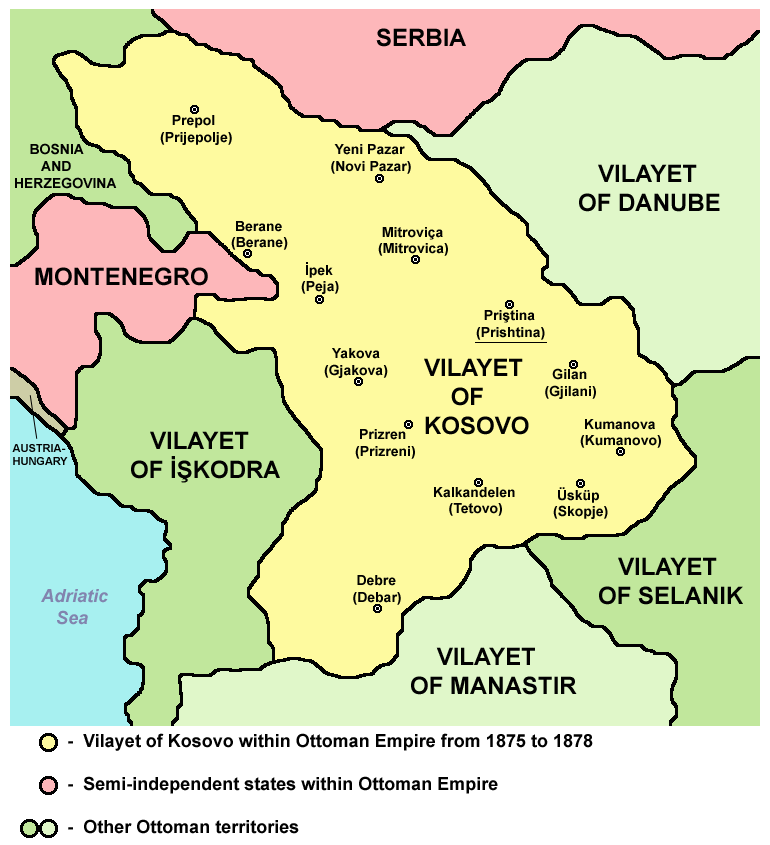
Vilayet del Kosovo, 1875-1878

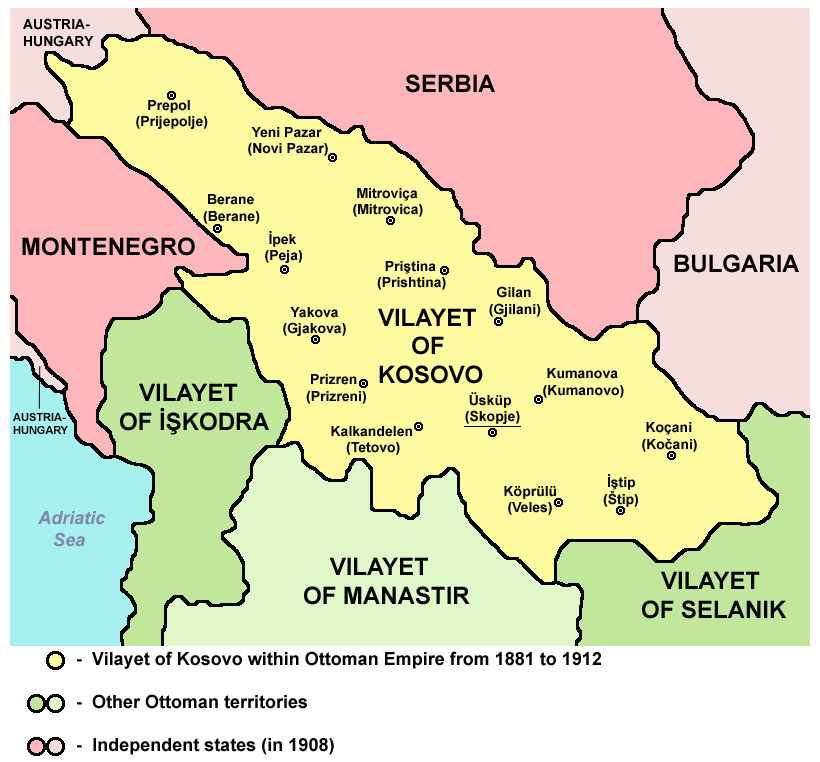
Vilayet del Kosovo, 1881-1912

Per cinquecento anni gran parte dei Balcani furono governati dai turchi ottomani. Il Kosovo fu prima parte dell'eyalet di Rumelia, quindi fu elevato ad autonomia come sandjak di Prizren. Gli ottomani mantennero un atteggiamento di tolleranza religiosa, nonostante le più alte tasse per i sudditi non-musulmani. Ciò favorì un lento processo di islamizzazione, soprattutto nei centri cittadini, anche tra gli slavofoni (oggi considerati bosgnacchi). La vita religiosa cristiana nondimeno continuò.
La popolazione albanofona iniziò a crescere a partire dal XVII secolo, anche a seguito di migrazioni dalla regione albanese di Malësia.
Nel 1689 il Kosovo fu coinvolto nella guerra austro-turca (1683-1699). Una piccola forza austriaca sotto il margravio Ludovico I di Baden conquistò Belgrado e si spinse fino in Kosovo, dove molti serbi e albanesi giurarono lealtà all'Impero asburgico. Una massiccia contro-offensiva ottomana l'estate seguente, appoggiata da numerosi altri serbi e albanesi obbligò gli austriaci a ripiegare.
Il 10 giugno 1878 diciotto delegati, la cui maggior parte capi religiosi, capitribù e personalità influenti dei vilajet ottomani di Cossovo, Monastir e Janina, si incontrarono nella città di Prizren. Circa trecento musulmani presero parte all'assemblea, includendo delegati dalla Bosnia e mutessarif (amministratori delle suddivisioni del sangiaccato) di Prizren e rappresentanti della autorità centrali, ma nessun delegato del vilajet di Scutari. I delegati crearono un'organizzazione, la Lega di Prizren, sotto la direzione di un comitato centrale che aveva potere di imporre tasse e creare un esercito. La lega di Prizren era composta di due fazioni, il ramo di Prizren ed il ramo meridionale. Il ramo di Prizren era guidato da Iljas Dibra ed includeva rappresentanti dalle aree Kırçova (Kičevo), Kalkandelen (Tetovo), Priştine (Priština), Mitroviça (Kosovska Mitrovica), Vıçıtırın (Vučitrn), Üsküp (Skopje), Gilan (Gnjilane), Manastır (Bitola), Debar (Debar) e Gostivar. Il ramo meridionale, guidato da Abdyl Frashëri, consisteva di sedici rappresentanti delle aree di Kolonjë, Coriza, Arta, Berat, Parga, Argirocastro, Përmet, Paramythia, Filiates, Margariti, Valona, Tepelenë e Delvino.
In un primo momento le autorità ottomane appoggiarono la Lega di Prizren, ma con il tempo l'impero ottomano fece sempre più pressione sui delegati perché si dichiarassero innanzitutto ottomani e poi albanesi. Alcuni delegati, guidati dallo sceicco Mustafa Ruhi Efendi da Kalkandelen, accettarono questa posizione e richiesero l'enfatizzazione della solidarietà tra musulmani, all'insegna della difesa delle terre islamiche, tra cui l'attuale Bosnia ed Erzegovina. Questa iniziale posizione della Lega, basata sulla solidarietà religiosa dei terrieri locali e delle personalità connesse all'amministrazione ottomana e le autorità religiose, fu la ragione della concessione alla lega del nome di "Comitato dei veri musulmani" (in albanese: Komiteti i Myslimanëve të Vërtetë). Altri rappresentanti, sotto la guida di Frashëri, parteciparono alla Lega con il fine di costruire un'identità nazionale albanese che sorpassasse le linee religiose e tribali, per potere poi conquistare all'Albania una propria autonomia.
Il Congresso di Berlino ignorò il memorandum della Lega, cedendo al Montenegro le città di Antivari e Podgorica ed alcune aree attorno ai villaggi di montagna di Gusinje e Plav, che i capi albanesi consideravano a tutti gli effetti facenti parte della loro nazione. La Serbia inoltre ottenne alcuni territori inabitati da albanesi, molti dei quali fedeli ancora all'impero ottomano. Gli albanesi inoltre temevano la perdita dell'Epiro a favore della Grecia. La Lega di Prizren organizzò la resistenza armata a Gusinje, Plav, Scutari, Prizren, Preveza e Janina.
In opposizione a ciò si formò la Lega di Prizren, al fine di lottare contro la frantumazione dell'unità politica degli albanesi nei nuovi stati cristiani dei Balcani. La Lega era inizialmente sostenuta dal sultano, ma questi iniziò a contrastarla dal 1881 su pressione delle potenze europee.
Nel 1910, in risposta al crescente nazionalismo e centralismo turco, scoppiò a Pristina un'insurrezione albanese, che presto si allargò all'intero vilayet del Kosovo, resistendo per un periodo di vari mesi. Il Sultano ottomano visitò il Kosovo nel giugno 1911 durante i colloqui di pace che riguardavano tutti gli abitanti delle regioni albanesi.

### Il Kosovo durante le guerre balcaniche

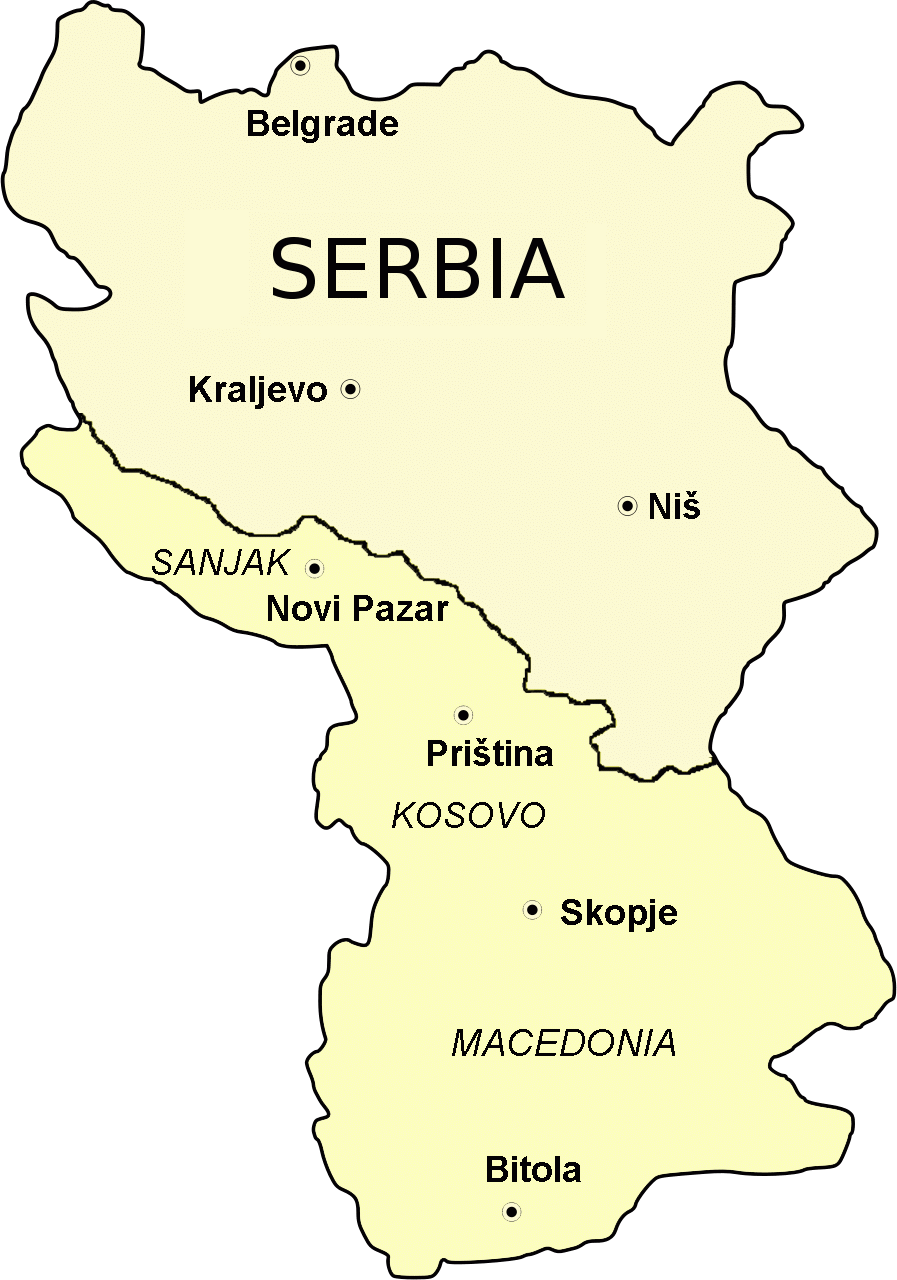
In giallo più scuro i territori acquisiti dalla Serbia nel 1913

All'inizio del 1912 le forze serbe iniziarono dei massacri violenti ai danni del popolo albanese nella regione di Luma e nel villaggio di Topojan, con l'intento di assicurarsi l'accesso al mare. Dopo una lunga resistenza (battaglia di Kolosian, a Luma) da parte dei guerrieri albanesi, per diversi mesi l'esercito serbo comandato dal generale serbo Božo Janković tornò di nuovo rinforzato, massacrando donne e bambini e lasciando dietro di sé più di 500 morti solo nel villaggio di Luma. Questi massacri saranno riportati in diversi media internazionali come il New York Times, l'Hrvatska Novosti (Croazia), il Corriere delle Puglie del 21 dicembre 1913 e il Radnick Novine (Serbia). Anche diversi soldati e politici serbi come Dimitrije Tucović denunciarono i massacri compiuti dal generale Janković.
Tra il 1912 e il 1913 la prima e seconda guerra balcanica condussero all'espulsione degli ottomani dalla maggior parte dei territori della penisola, fatta salva la Tracia orientale. La Conferenza di pace di Londra, a seguito delle specifiche e pressanti richieste in tal senso dell'Austria-Ungheria, negò alla Serbia l'accesso al mare, concedendo in cambio (grazie al sostegno di Francia e Russia) il controllo dell'alta Macedonia e del Kosovo, mentre la regione di Peć (Metohija/Dukagjin), compresa tradizionalmente nel Kosovo, fu affidata al Montenegro. Con lo stesso trattato venne anche riconosciuta l'indipendenza dell'Albania.
Scoppiata nell'agosto 1914 la prima guerra mondiale, l'esercito serbo fu logorato, sconfitto e costretto alla ritirata verso l'Adriatico attraverso il Kosovo che, a partire dall'inverno 1915-1916, fu occupato da truppe dell'Austria-Ungheria e della Bulgaria, con il sostegno della popolazione albanese. L'esercito serbo vi rientrò nel 1918.
Nel primo dopoguerra la Serbia venne unita agli altri territori già asburgici nel nuovo Regno dei Serbi, dei Croati e degli Sloveni, in seguito ridenominato Regno di Jugoslavia. Il controllo del Kosovo e della Metohija, ora riuniti, passava alla Serbia, il cui monarca Alessandro I avviò contatti con la Turchia al fine di avere mano libera nella campagna di repressione che intraprese contro la resistenza alle annessioni opposta dai Kaçaks albanesi del Kosovo e dai Komitadjis in Macedonia.

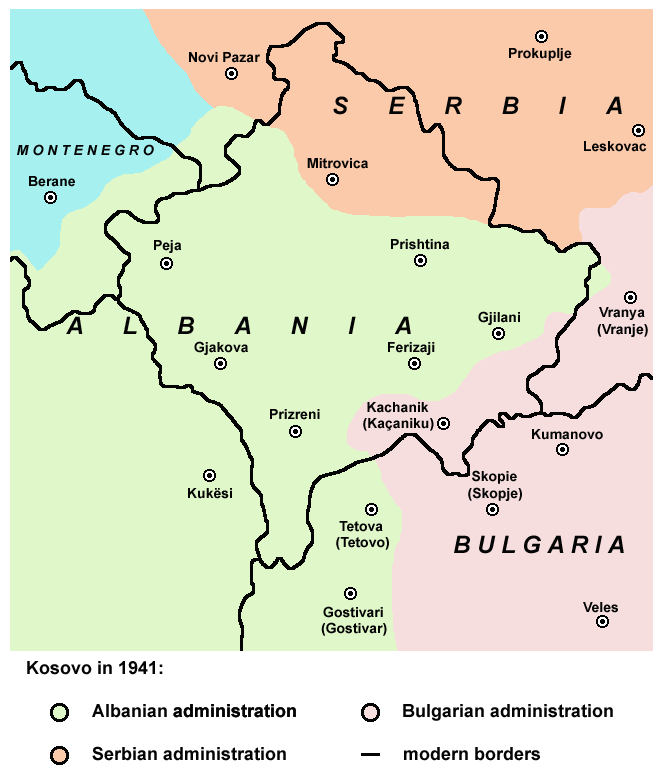
Occupazione italiana, tedesca e bulgara del Kosovo (1941)

A seguito dell'invasione della Jugoslavia condotta nell'aprile 1941 dagli eserciti tedesco e italiano, le rispettive forze d'occupazione si divisero il controllo della provincia del Kosovo. Il ricco nord minerario rimase incluso, come in precedenza, nella Serbia occupata dalla Germania, mentre il sud fu incorporato all'Albania, sotto occupazione italiana (Provincia di Pristina).
Nel 1943 la caduta del fascismo in Italia portò all'occupazione nazista. Il gerarca Heinrich Himmler, capo delle SS, si adoperò per costituire, impiegando essenzialmente personale albanese, la 21.ma Divisione Waffen SS da montagna Skanderbeg, la quale ebbe come primo obiettivo il controllo del territorio da parte delle forze tedesche. Le azioni della divisione SS Skanderbeg condussero al massacro di diverse migliaia di cittadini albanesi come risposta alle forze ribelli partigiane albanesi che si nascondevano nelle montagne.
Dopo numerose sollevazioni dei partigiani albanesi guidati da Fadil Hoxha in Kosovo e Enver Hoxha in Albania, alla fine del 1944 il Kosovo fu liberato da parte dei comunisti albanesi con l'aiuto degli jugoslavi e divenne una provincia serba nella nuova federazione socialista jugoslava.

### Il Kosovo nella Jugoslavia socialista

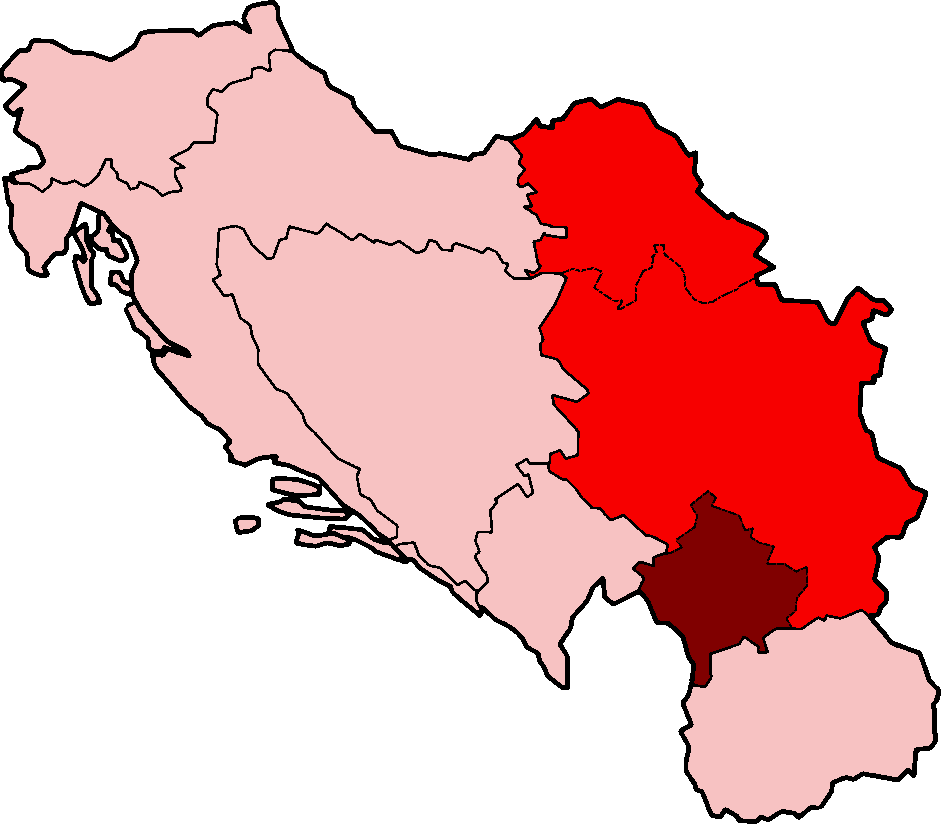
Provincia autonoma socialista del Kosovo (1946-1989)

Storica bandiera del Kosovo, riproposta da Pjetër Ibrahim Rugova

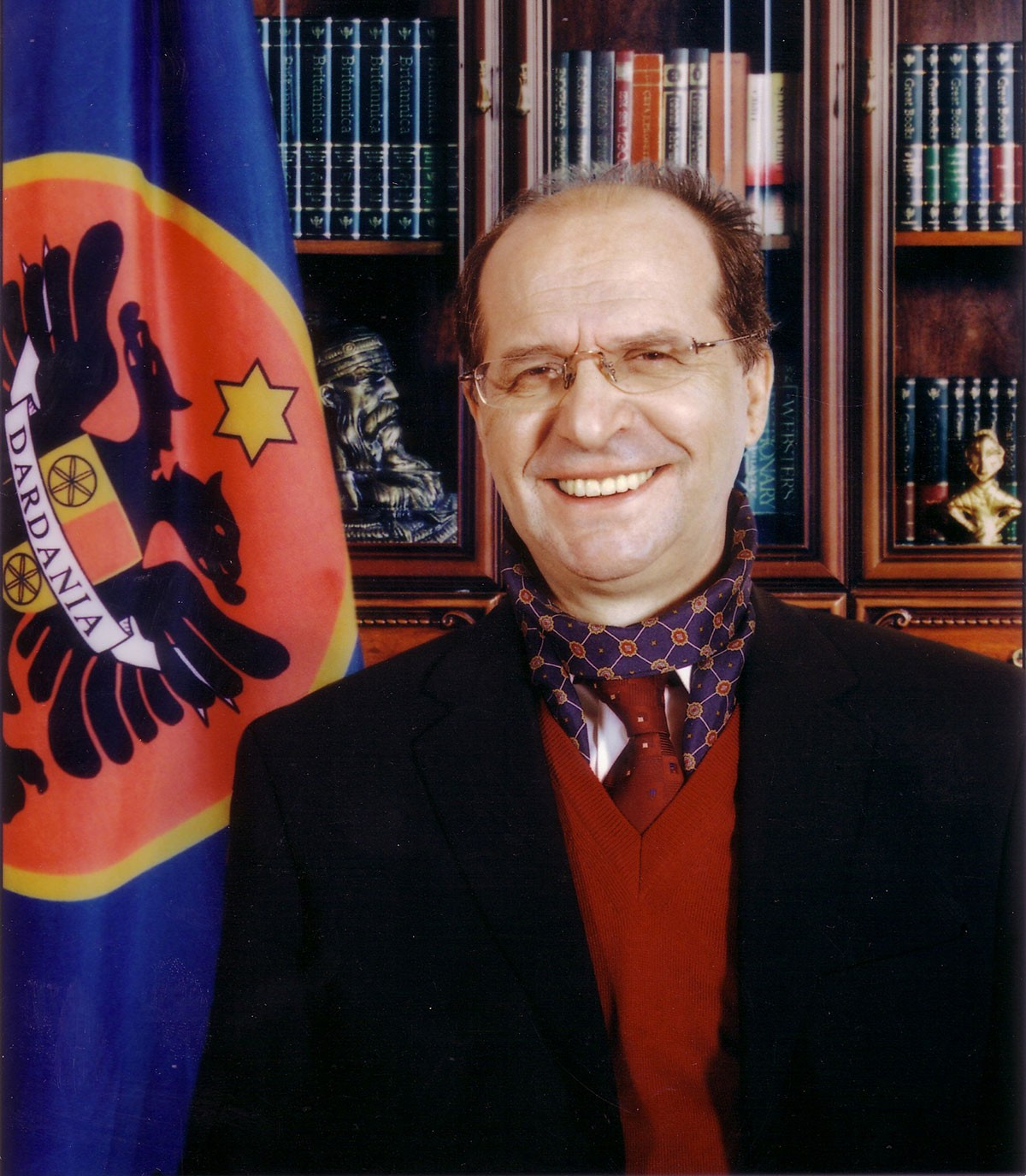
Ibrahim Rugova.

Lo status costituzionale del Kosovo nella Jugoslavia titina era quello di provincia autonoma della Serbia (come la Voivodina), uno status di grande autonomia (dal 1963 e soprattutto dal 1974) ma non paritario con le sei repubbliche costituenti (Slovenia, Croazia, Bosnia, Serbia, Montenegro, Macedonia) le quali avevano il diritto costituzionale di secessione.
Il periodo socialista vide la crescita della popolazione albanese, che triplicò passando dal 75% a oltre il 90% del totale. Quella serba invece ristagnava, calando dal 15% all'8%. Le condizioni economiche depresse della provincia, nonostante i tentativi del governo di favorire l'industrializzazione e la crescita del capitale umano (con l'apertura dell'università di Pristina), portavano i serbi del Kosovo a spostarsi verso altre regioni della federazione.
Dal canto suo l'etnia albanese aveva manifestato chiedendo invano per il Kosovo lo status di repubblica nel 1968 (ottenendolo de facto ma non de jure nel 1974) e di nuovo nel marzo 1981, quando ebbero luogo le primavere di Pristina (1981-82) segnate da un'escalation di violenza e di attentati contro le istituzioni federali per le precarie condizioni in cui versava la regione e spingeva per una maggiore autonomia, a pochi mesi dalla morte di Tito.
L'ascesa al potere in Serbia di Slobodan Milošević, che si era accreditato come leader nazionalista, coincise con la revoca dell'autonomia costituzionale del Kosovo, del bilinguismo serbo/albanese, e con l'avvio di una politica di riassimilazione forzata della provincia, con la conseguente chiusura delle scuole autonome di lingua albanese e la sostituzione di funzionari amministrativi e insegnanti con serbi o persone ritenute fedeli.
Inizialmente l'etnia albanese reagì alla perdita dei suoi diritti costituzionali con la resistenza nonviolenta, guidata dalla Lega Democratica del Kosovo (LDK) di Ibrahim Rugova. Gli albanesi boicottarono le istituzioni ed elezioni ufficiali e ne stabilirono di parallele, dichiararono l'indipendenza della Repubblica di Kosova (2 luglio 1990), riconosciuta solo dall'Albania, adottarono una costituzione (settembre 1990) e tennero un referendum sull'indipendenza (1992), che registrò l'80% dei votanti con un 98% di sì, pur senza riconoscimento internazionale.

### La guerra del 1998-1999

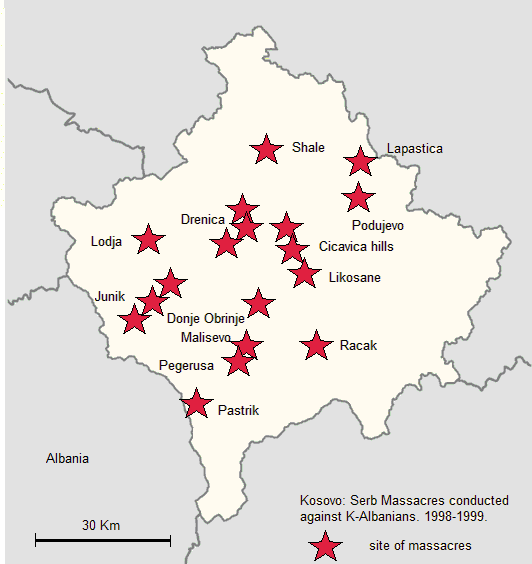
Mappa dei massacri serbi di civili albanesi in Kosovo, 1998-1999

Dal 1995, dopo la fine della guerra di Bosnia-Erzegovina, il governo serbo iniziò una guerra di pulizia etnica, e una parte degli albanesi kosovari scelse la lotta armata indipendentista, guidata dalla Ushtria Çlirimtare e Kosovës (UCK), anche a seguito all'afflusso di armi dall'Albania caduta nell'anarchia nel 1997-98. Alla spirale di violenza il governo di Belgrado rispose con il pugno di ferro, sentendosi legittimato dalla mancanza di ogni riferimento al Kosovo nel quadro degli accordi di Dayton per la fine della guerra in Bosnia.
La repressione portò a vari massacri e alla morte di almeno 11.000 civili, con distruzione di molte abitazioni private, scuole e altri edifici, incluse moschee. Una parte della popolazione albanese appoggiò la guerriglia, mentre circa 800.000 civili cercarono rifugio attraversando il confine con l'Albania e la Macedonia. I paesi NATO intervennero con l'operazione Allied Force in protezione della popolazione albanese ma contravvenendo alla Carta dell'Onu con la violazione della sovranità serba effettuata tramite bombardamenti sul paese serbo. La pulizia etnica fu arrestata e con l'accordo di Kumanovo la Serbia accettò di ritirare ogni forza armata dal Kosovo.

### Il Kosovo sotto l'amministrazione ONU

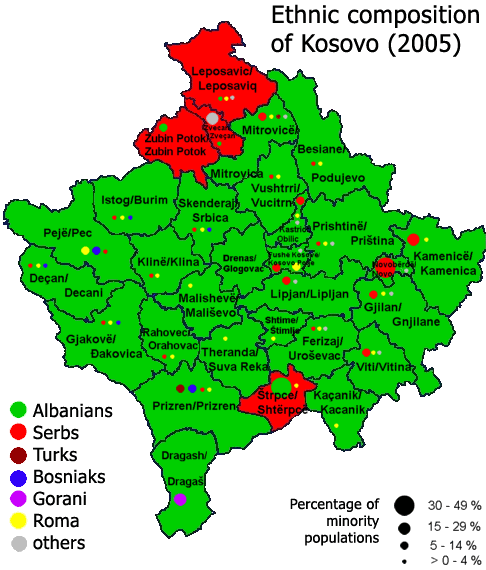
Composizione etnica del Kosovo nel 2005 secondo l'OSCE.

In base alle Risoluzione del Consiglio di Sicurezza delle Nazioni Unite numero 1244 del 1999 il Kosovo fu provvisto di un governo e un parlamento provvisori, e posto sotto il protettorato internazionale UNMIK e NATO. Nonostante la normalizzazione, l'irrisolta questione dello status portò a tensioni come quelle scoppiate nel marzo 2004 in una rivolta in cui vennero attaccate oltre trenta chiese e monasteri cristiani in Kosovo, con l'uccisione di almeno venti persone e l'incendio di decine di abitazioni di serbi, nell'arco di cinque giorni (oltre sessanta tra chiese e monasteri erano stati distrutti nei cinque anni precedenti a questi disordini). Tali moti, e la morte del presidente Ibrahim Rugova nel gennaio del 2006, spinsero ad avviare negoziati sullo status finale, sotto la guida del mediatore ONU Martti Ahtisaari per la definizione dello status futuro della provincia serba. Il piano Ahtisaari per un'indipendenza guidata tuttavia fu rifiutato da entrambe le parti.

#### La dichiarazione unilaterale d'indipendenza
Le elezioni del 2007, boicottate dai serbi del Kosovo, portarono a un governo di grande coalizione guidato dall'ex capo paramilitare dell'UCK, Hashim Thaçi che, scaduti a dicembre 2007 il termine dei negoziati, iniziò a preparare il passaggio unilaterale all'indipendenza. Allo stesso tempo, l'Unione europea lanciò una missione civile per l'ordine pubblico e lo Stato di diritto ("EULEX"), in affiancamento alla missione KFOR sotto egida NATO. La dichiarazione unilaterale d'indipendenza della Repubblica del Kosovo venne adottata il 17 febbraio 2008 dal parlamento di Pristina.
Il discorso pronunciato dal premier parla di una Repubblica democratica, secolare e multietnica, guidata da principi di non discriminazione e uguale protezione da parte della legge. Il governo serbo si è affrettato a dichiarare illegittima e illegale tale affermazione e che mai riconoscerà l'ex provincia come indipendente. Il Kosovo è stato poi riconosciuto dalla maggior parte degli Stati occidentali e dei paesi membri dell'Unione europea, nonostante la mancanza di una linea unica tra questi e il mancato riconoscimento da parte di cinque di essi, preoccupati per propri movimenti secessionisti interni:
- Cipro;
- Grecia;
- Romania;
- Slovacchia;
- Spagna.

L'Italia ha riconosciuto il Kosovo il 21 febbraio 2008 e il 27 febbraio 2008 è stato riconosciuto dalla Svizzera. Attualmente il Kosovo è riconosciuto come indipendente da 101 su 193 Stati membri ONU; all'interno del Consiglio di Sicurezza, vi si oppongono Russia e Cina. A livello di diritto internazionale, resta dunque in vigore la risoluzione 1244/1999.
Per quanto riguarda l'effettività le istituzioni di Pristina controllano la maggior parte del territorio del Kosovo, a eccezione dei quattro comuni a maggioranza serba a nord del fiume Ibar (Kosovo del Nord), in cui Belgrado continua a finanziare e sostenere le istituzioni serbe.
Una nuova Costituzione del Kosovo è stata approvata il 9 aprile ed è entrata in vigore il 15 giugno 2008, controfirmata da EULEX. Con la Costituzione alcuni poteri esecutivi tenuti dall'UNMIK passano al governo kosovaro. Nella Costituzione si sancisce che il Kosovo sarà uno Stato laico e rispetterà la libertà di culto, garantendo i diritti di tutte le comunità etniche. Le forze internazionali, tuttavia, continueranno a mantenere le proprie truppe sul territorio. Nella stessa data è avvenuto anche il passaggio di consegne definitivo dalla missione UNMIK alla missione EULEX.
Il 22 luglio 2010, in un parere, la Corte internazionale di giustizia ha affermato che la dichiarazione d'indipendenza del Kosovo non infrange di per sé il diritto internazionale né la risoluzione 1244 dell'ONU. Il parere è criticato perché la risoluzione subordina la soluzione della crisi kosovara al rispetto della sovranità serba.
Il 9 settembre 2010 è stata approvata alle Nazioni Unite una risoluzione preparata dalla Serbia e dall'Unione europea che ha aperto la strada ai negoziati tra Belgrado e Pristina. Il 19 aprile 2013 è stato firmato un accordo per la normalizzazione delle relazioni tra Belgrado e Pristina, promosso dall'Unione europea. Con tale accordo Belgrado riconosce l'estensione dell'autorità di Pristina anche sul Kosovo del Nord e ne smantella le istituzioni parallele, in cambio di una autonomia non-territoriale per i comuni a maggioranza serba.
Il 14 dicembre 2018 il parlamento ha approvato, all'unanimità, la proposta della creazione delle forze armate del Kosovo, con l'appoggio del governo degli Stati Uniti d'America.

### La crisi delle targhe
Nel Kosovo del Nord tra il 2021 e 2022 vi è stata una crisi sia diplomatica sia militare ai confini tra la Serbia ed il Kosovo a causa delle proteste dei serbi kosovari per le targhe automobilistiche dopo che le autorità kosovare hanno reso fuori legge le auto circolanti con targa serba e minacciato multe salate a chi non si fosse attenuto alle disposizioni. La prima crisi avvenne a settembre del 2021 dopo aver concluso l'accordo a Bruxelles. Altre fonti di tensione riguardano le problematiche burocratiche tra i due Paesi. Ci sono state degli episodi di scontri armati tra la comunità serba e la polizia kosovara.

## Società

### Etnie

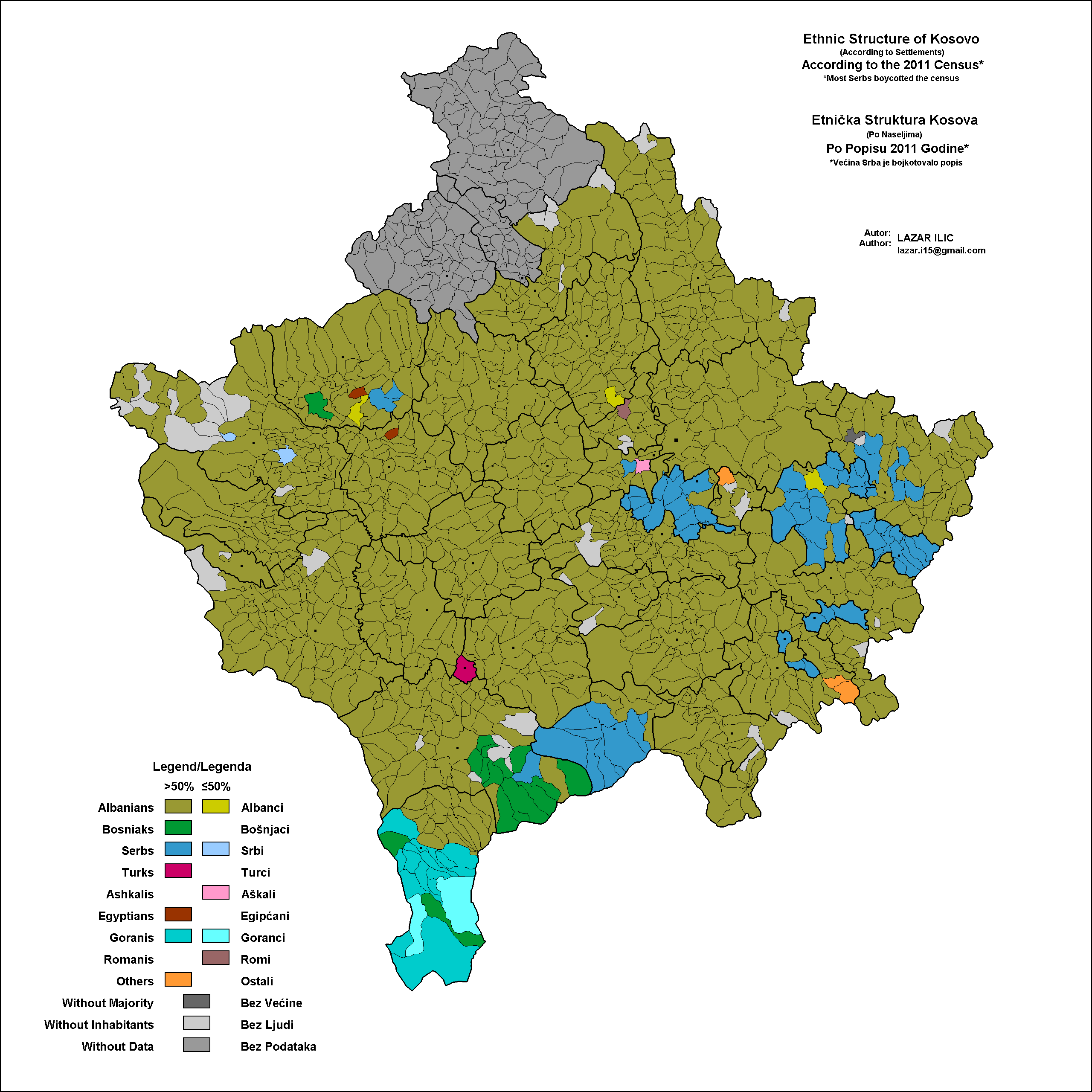
Distribuzione della popolazione del Kosovo per etnia nel censimento del 2011.

Agli inizi del XX secolo, quando il Kosovo era ancora parte dell'impero ottomano, gli albanesi costituivano ormai i due terzi della popolazione. Alla fine della prima guerra mondiale, con la nascita del Regno di Jugoslavia, la popolazione albanese calò al 65,8%, mentre quella serba raggiunse il 26%. Agli albori della seconda guerra mondiale la politica serba di ripopolazione della provincia fece alzare la percentuale della popolazione serba al 34,4% a fronte di una popolazione albanese pari al 62,2%. Durante la repubblica federale socialista jugoslava la popolazione albanese ha sempre continuato ad aumentare con una media di + 0,34% all'anno, sulla popolazione kosovara totale, sino a raggiungere agli inizi degli anni novanta l'81,6% della popolazione. Di contro la popolazione serba è diminuita sempre più, con un tasso annuo del -0,42%, raggiungendo, al momento della disgregazione dell'ex Jugoslavia, succedutasi all'epoca titina, una percentuale dell'11,1%. Secondo i dati del censimento 2011 la popolazione è per il 92,9% albanese, l'1,6 bosgnacca, l'1,5% serba e per il 4% di altre etnie (gorani, rom, turca, ecc).
I kosovari-albanesi hanno il più alto tasso di crescita della popolazione d'Europa, tanto che in 82 anni, dal 1921 al 2003, la popolazione è cresciuta di 4,3 volte e, considerando costante questo tasso di crescita, si può prevedere che crescerà ancora sino a raggiungere i 4 milioni e mezzo di persone nel 2050.

### Lingue

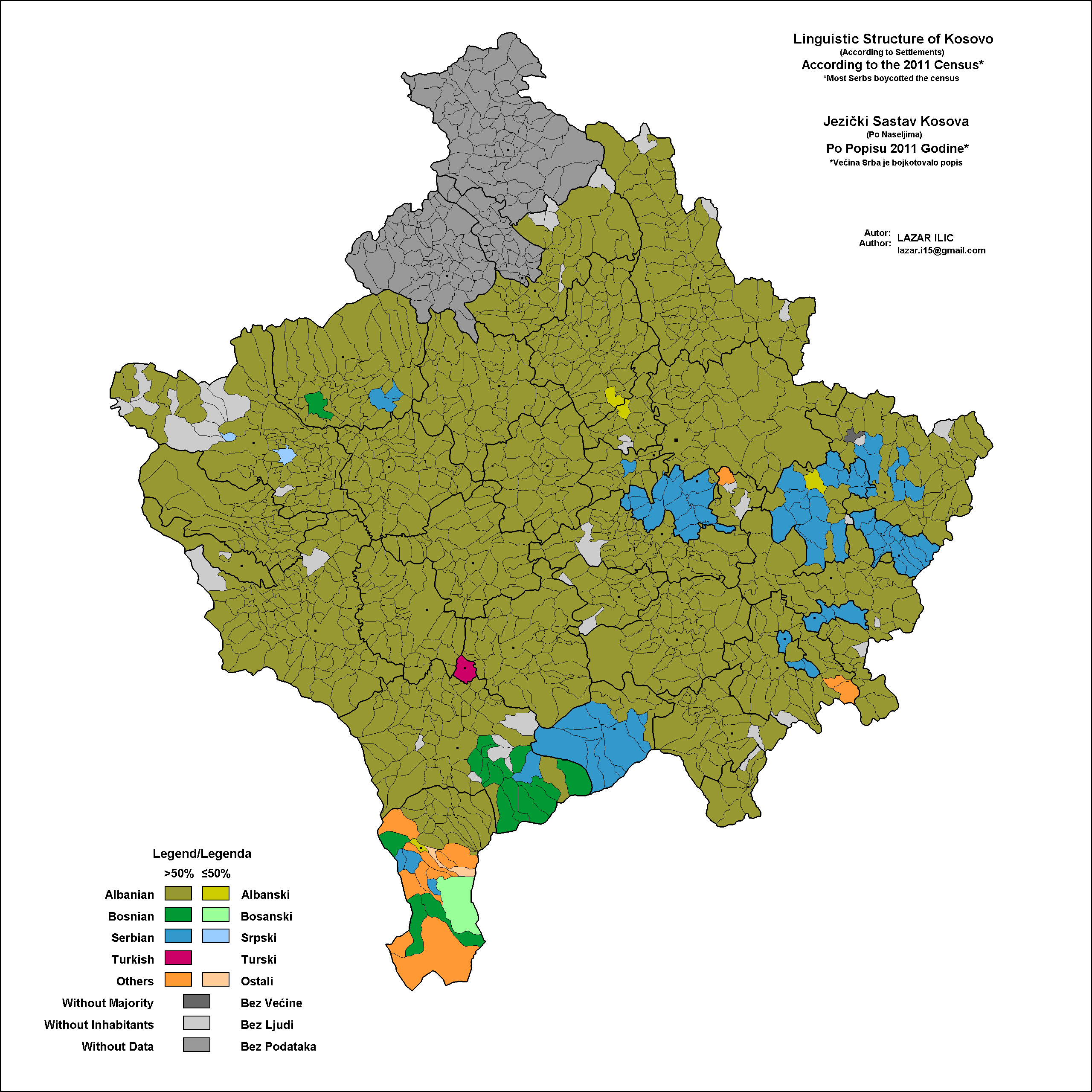
Distribuzione della popolazione del Kosovo per lingua nel censimento del 2011.

Le lingue ufficiali sono albanese e serbo. L'albanese è diffuso in quasi tutto il territorio, mentre il serbo è parlato principalmente dalla minoranza serba nei distretti settentrionali, in alcuni luoghi a Priština e nelle enclavi serbe.
Nella parte meridionale del paese esiste la minoranza gorani, che parla il Našinski, un dialetto torlacco appartenente alla famiglia dei dialetti bulgari parlati anche nella parte settentrionale della Macedonia del Nord. Tra le altre lingue parlate dalle minoranze si ricordano il turco, il bosniaco e il croato.

### Religioni
|                         |                         |  |       |       |
| ----------------------- | ----------------------- |  | ----- | ----- |
| Islam                   | Islam                   |  | 95,6% | 95,6% |
| Cristianesimo cattolico | Cristianesimo cattolico |  | 2,2%  | 2,2%  |
| Cristianesimo ortodosso | Cristianesimo ortodosso |  | 1,5%  | 1,5%  |

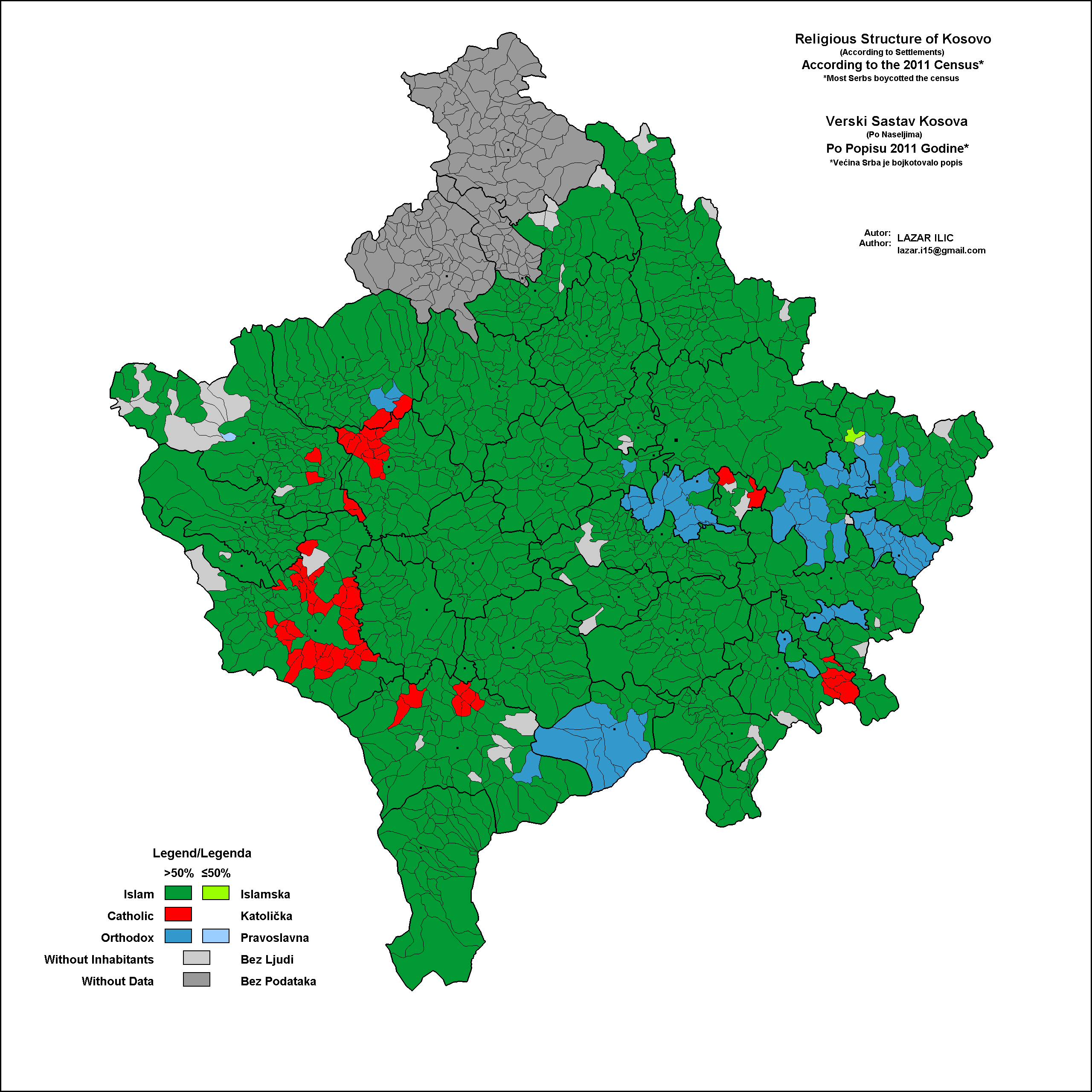
Distribuzione della popolazione del Kosovo per religione nel censimento del 2011.

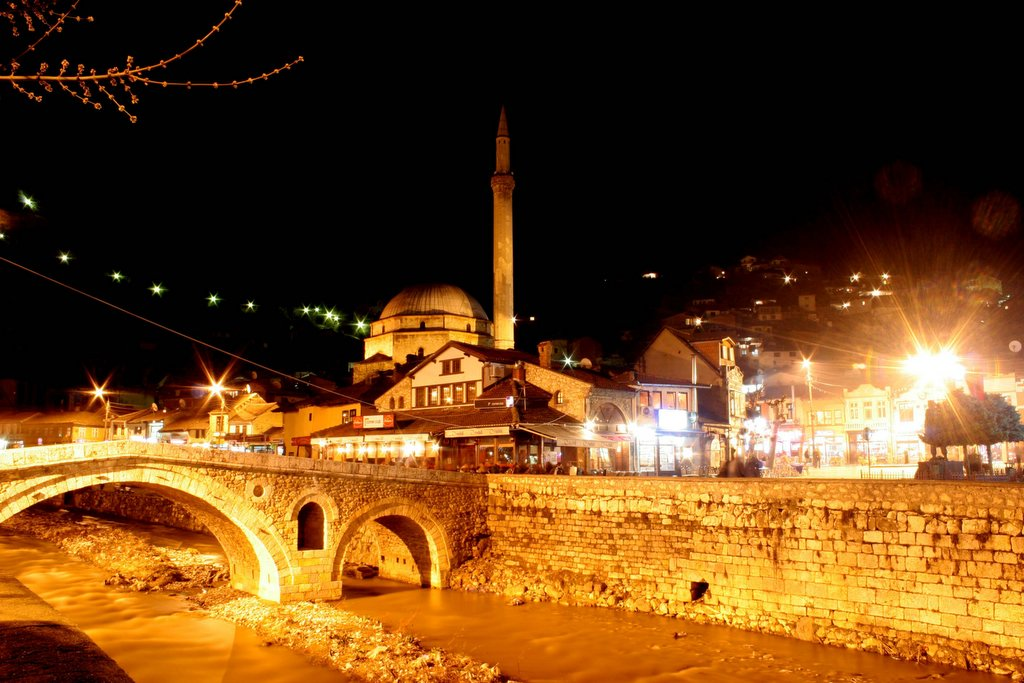
Moschea turco-ottomana di Prizren

Patriarcato serbo - Eparchia di Ras e Prizren

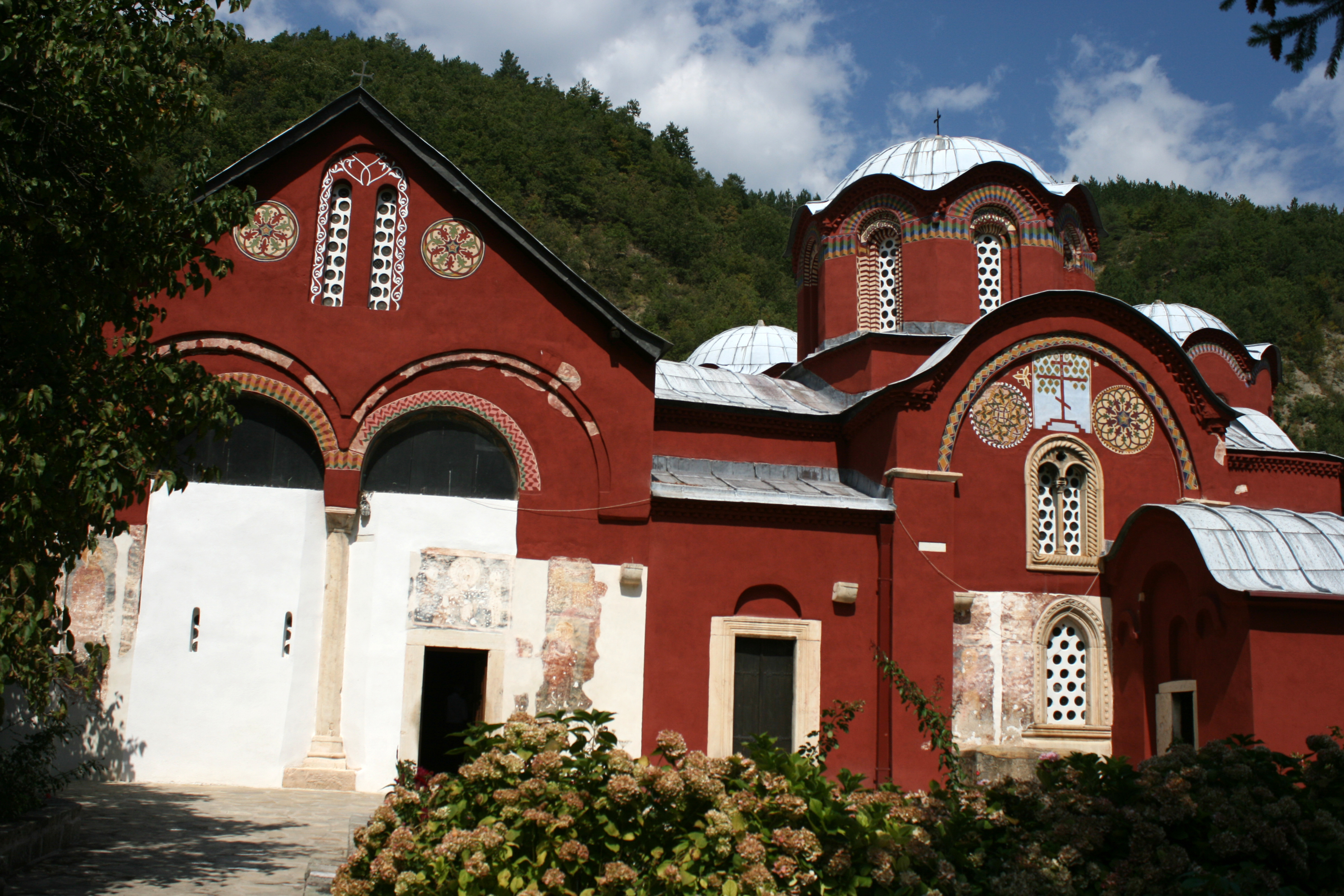
Monastero patriarcale di Peć

La principale religione diffusa in Kosovo è quella islamica di rito sunnita, abbracciata dalla quasi totalità degli albanesi, da bosgnacchi, gorani, turchi e alcune comunità di rom. La popolazione serba, stimata tra le 100 e le 120 000 persone, è per la quasi totalità ortodossa (la chiesa ortodossa del Kosovo è parte dell'Eparchia di Ras e Prizren della Chiesa serbo-ortodossa, con sede a Prizren). Esistono comunità cattoliche a Prizren, Klina, Gjakova e ci sono molti paesi che sono completamente cattolici, con la propria chiesa e comunità come Letnica e Stublla ed Eperme. I protestanti costituiscono meno dell'1% della popolazione ma sono presenti, in piccole comunità, principalmente a Pristina.

### Media e libertà d'espressione

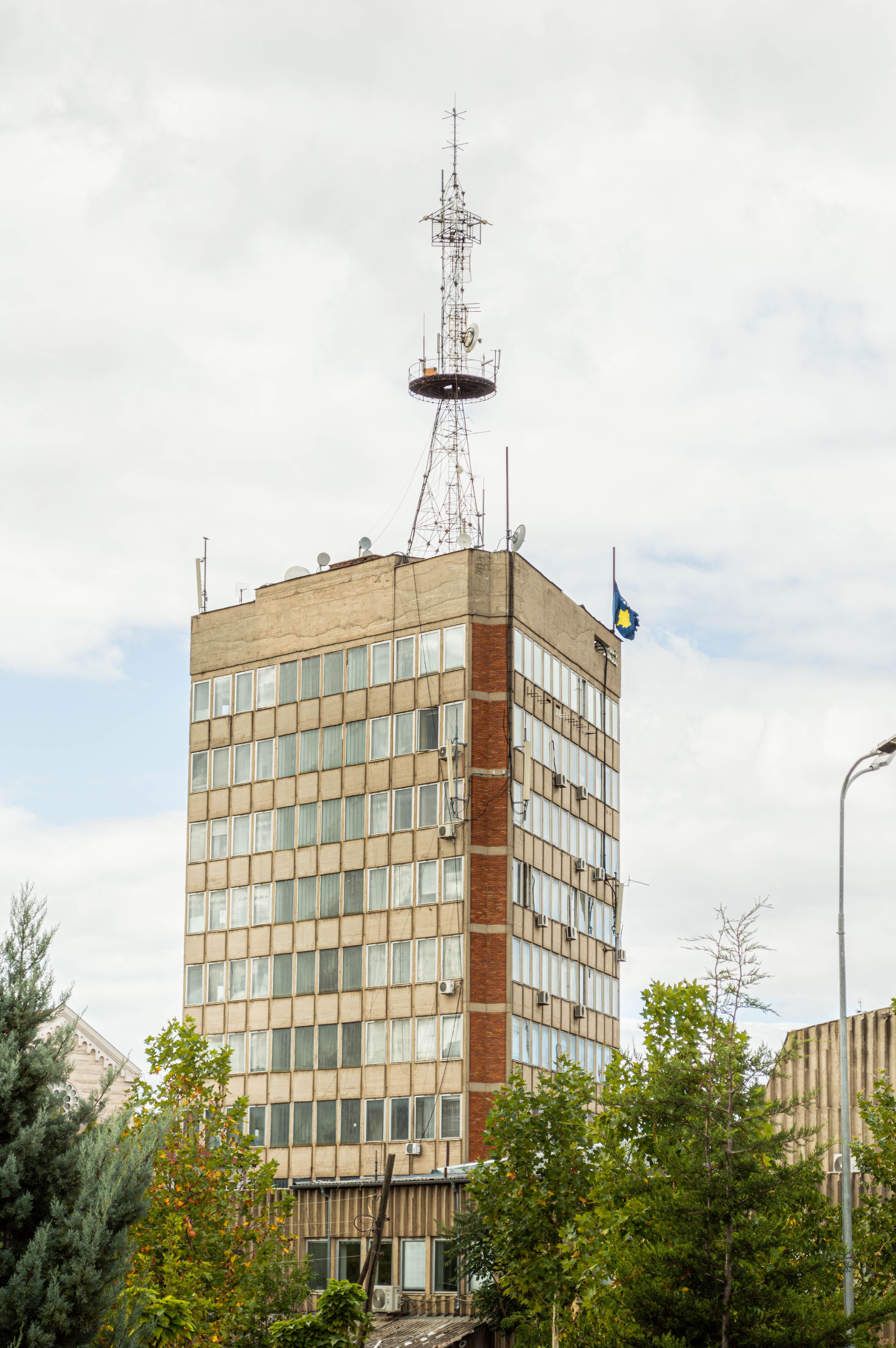
Edificio della televisione pubblica del Kosovo, Kohavision e Radio Kosova

I media del Kosovo comprendono diversi tipi di media come radio, televisione, giornali e siti internet. La maggior parte dei media sopravvive grazie a pubblicità e abbonamenti.
La Costituzione e le leggi del Kosovo prevedono libertà di espressione e libertà di stampa. Tuttavia, questi sono spesso in gioco a causa di interferenze politiche ed economiche alimentate dalla concentrazione della proprietà dei media. Circa il 63% della popolazione ha accesso a internet da casa nel 2012.

## Ordinamento dello stato

### Suddivisioni

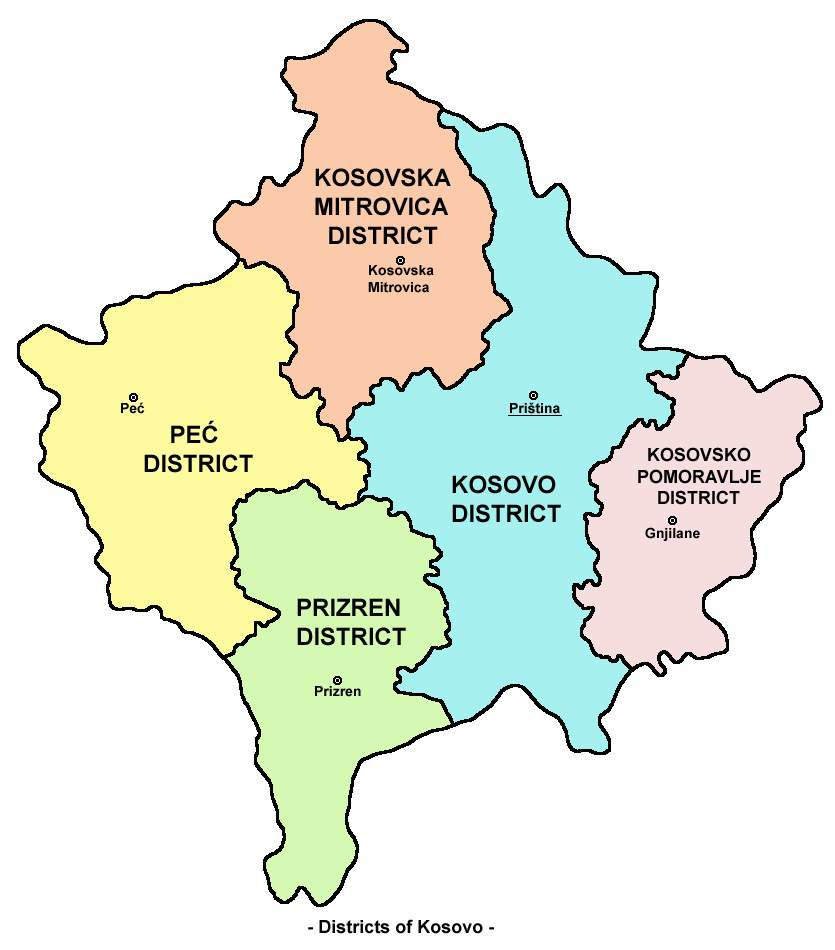
Distretti del Kosovo fino al 1999

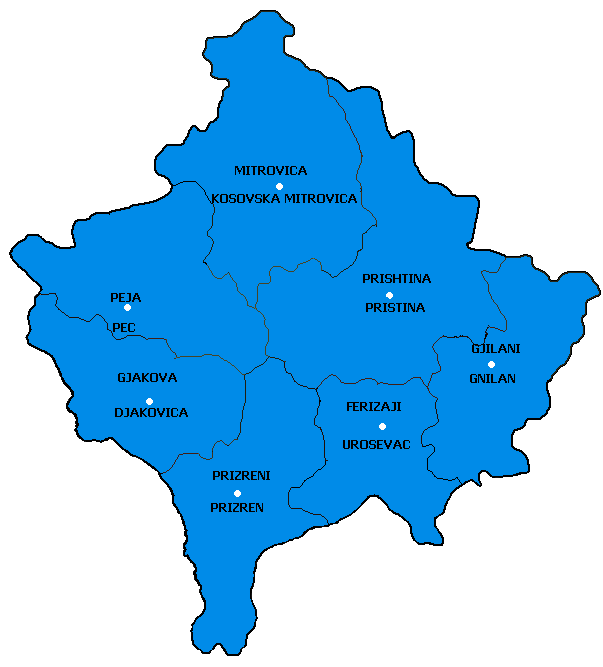
I nuovi distretti del Kosovo istituiti dall'ONU

Fino al 1999 il Kosovo era diviso in cinque distretti rilevanti a fini amministrativi:
- Distretto di Pejë/Peć
- Distretto di Prizren
- Distretto di Kosovo
- Distretto di Kosovo-Pomoravlje
- Distretto di Kosovska Mitrovica

Nel 1999, in ottemperanza alla risoluzione numero 1244 dell'ONU, il Kosovo è passato sotto amministrazione diretta dell'ONU che ha istituito sette nuovi distretti, tuttora validi. Essi sono:
- Mitrovica/Kosovska Mitrovica
- Prishtina/Priština
- Gjilani/Gnjilane
- Pejë/Peć
- Gjakova/Đakovica
- Prizreni/Prizren
- Ferizaji/Uroševac

I distretti sono divisi in trenta comuni.

### Città del Kosovo

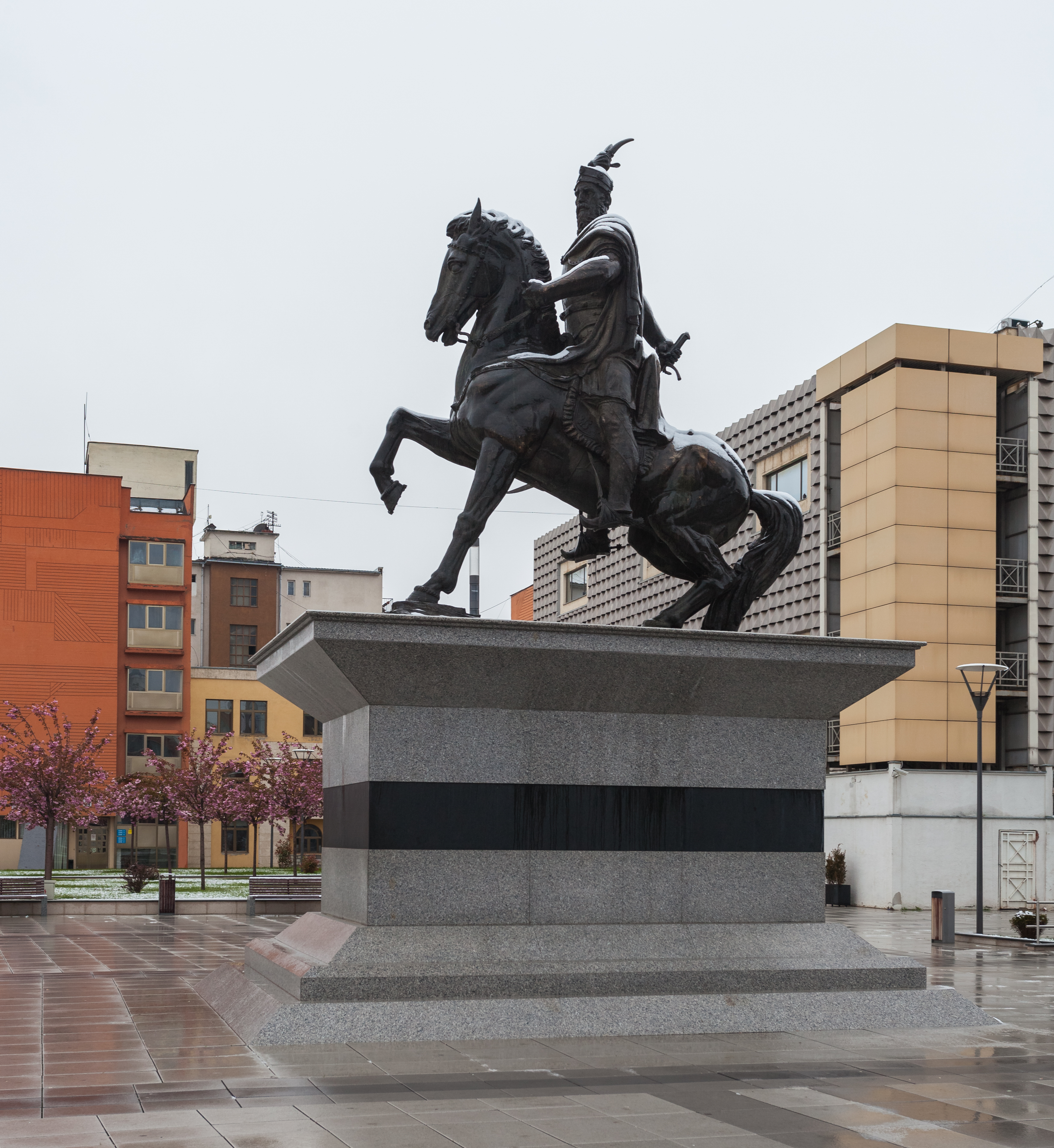
Statua di Giorgio Castriota Scanderbeg, eroe nazionale albanese, a Pristina

Le principali città del Kosovo sono le seguenti (i dati della popolazione sono del 2011):
Nome in albanese (e in serbo):
- Prishtinë (Priština): 198.897 ab.
- Prizren (Prizren): 177.781 ab.
- Ferizaj (Uroševac): 108.610 ab.
- Gjakova (Đakovica): 94.457 ab.
- Podujevë (Podujevo): 90.499 ab.
- Gjilan (Gnjilane): 90.015 ab.
- Pejë (Peć): 81.800 ab.
- Mitrovicë (Kosovska Mitrovica): 71.909 ab.
- Malishevë (Mališevo): 59.722 ab.

### Istituzioni

#### Ordinamento scolastico
Nel periodo tra il 1989 e il 1999 l'istruzione di base è stata garantita solo per i kosovari di etnia albanese. Durante la guerra circa la metà degli edifici scolastici sono andati distrutti. Al termine del conflitto diverse scuole sono state ricostruite e sono tuttora gestite dall'UNMIK. Il loro numero non è comunque ancora sufficiente e in diverse strutture si svolgono anche quattro turni di lezioni al giorno. Dal 2002 sono stati introdotti nuovi programmi scolastici.
Fino a oggi le scuole serbe in Kosovo hanno sofferto e continuano a soffrire della scarsità dei finanziamenti, anche se, grazie ai contributi provenienti da Belgrado e dall'UNMIK, sono riusciti a creare programmi aggiornati. Nei territori a maggioranza serba del nord si segue il sistema scolastico serbo e la scuola dell'obbligo inizia a sette anni, come in Serbia.
Recentemente in Kosovo l'educazione è diventata obbligatoria dai 6 ai 15 anni e il ministro dell'educazione serbo si è impegnato a fare sì che ciò avvenga anche nelle scuole kosovare-serbe.
Le scuole dell'infanzia esistono solo nei maggiori centri abitati e sono molto affollate. La maggioranza della popolazione scolastica comunque non frequenta la scuola materna.
Il 97% della popolazione scolastica frequenta regolarmente la scuola. La percentuale si abbassa però tra le minoranze etniche, sino al 77%. Per quanto riguarda la scuola secondaria, è frequentata solo dal 56% delle ragazze di etnia albanese, cifra che si abbassa al 40% per le ragazze di etnia serba.
L'unica università del Kosovo è l'Università di Pristina, fondata nel 1969, che attualmente si divide in due unità completamente distinte, una in lingua albanese, con sede a Pristina e diciassette facoltà attive, e l'altra, in lingua serba ed affiliata all'Unione delle Università Serbe, con sede principale a Kosovska Mitrovica, con dieci facoltà.

#### Sistema sanitario
Esistono ospedali in tutte le maggiori città. Ci sono sei ospedali regionali e diversi centri medici nei comuni minori.
Il Centro Clinico Universitario del Kosovo (UCCK), con sede a Pristina, si occupa della formazione e dell'istruzione dei futuri medici ed infermieri.

#### Forze armate
Il 21 gennaio 2009 è nata la Kosovo Security Force (KSF), grazie all'aiuto e all'addestramento degli esperti NATO con 2500 soldati e 800 riservisti.
Il 14 dicembre 2018 il parlamento ha approvato, all'unanimità, la proposta della creazione delle Forze armate del Kosovo; avrà cinquemila soldati e tremila riservisti.

## Politica
Il Kosovo ha unilateralmente dichiarato la sua indipendenza dalla Serbia il 17 febbraio 2008. A oggi la sua indipendenza è riconosciuta da 104 paesi membri dell'ONU più Taiwan e Sovrano Militare Ordine di Malta, dei quali 22 Paesi dell'Unione Europea (Italia compresa), Stati Uniti, Giappone, Australia e Canada. La Serbia, assieme a Russia, Cina e altri cinque Paesi dell'Unione europea (Spagna, Romania, Grecia, Slovacchia e Cipro), non ne riconosce l'indipendenza.
Il Kosovo è per la quasi totalità governato dall'amministrazione indipendentista, che segue le linee guida imposte dall'ONU.
La Repubblica del Kosovo è una nazione democratica, con un presidente della repubblica e un primo ministro, capo del governo. Organo legislativo è l'Assemblea del Kosovo, un parlamento unicamerale costituito da 120 membri dei quali 100 eletti direttamente e altri venti riservati alle minoranze etniche (dieci ai serbi).

## Economia
Il Kosovo ha una tra le economie meno sviluppate d'Europa, con un reddito pro capite stimato di €1.565 (2004).
Era la provincia più povera della Jugoslavia. A questo si è aggiunto negli anni novanta, una povera politica economica, sanzioni internazionali, limitate esportazioni e soprattutto, un violento conflitto etnico.
Attualmente l'economia kosovara rimane debole, dopo un picco nel 2000 e 2001, scese in negativo nel 2002 e 2003. Il Kosovo ha un enorme debito pubblico internazionale. Le rimesse dei kosovari residenti all'estero costituiscono un'importante fonte economica.
I maggiori sviluppi economici, dalla fine del conflitto, nel 1991, si ebbero nel commercio e nell'edilizia. I settori industriali rimangono deboli.
L'UNMIK ha di fatto imposto un sistema di commerci con dogane internazionali. Principale partner economico del Paese è la Macedonia del Nord, seguita dalla Serbia, dalla Germania e dalla Turchia.
L'euro è la moneta ufficiale del Paese, utilizzata anche dalle forze di Stato. Nel nord della regione, a maggioranza serba, e negli altri centri serbi, tra cui Gracanica e Strpce, viene utilizzato ancora il dinaro serbo. Dopo l'indipendenza del Kosovo fu utilizzato il marco tedesco, fino a venire sostituito dall'Euro negli anni 2000.
Secondo le stime della Banca Mondiale il Kosovo ha registrato una crescita del PIL nel 2018 del 4,5%. Secondo le previsioni registrerà una crescita del 4,7% per il 2019.

### Settore primario
Il settore primario in Kosovo riveste un ruolo fondamentale nell'economia della nazione e occupa la maggior parte della mano d'opera disponibile. Grazie anche al suolo molto fertile e al clima favorevole, il paese coltiva cereali, frutti e ortaggi di ogni tipo.
Oltre all'agricoltura, anche l'allevamento ricopre una buona fetta e il paese alleva principalmente bovini, ovini, caprini e infine polli per soddisfare il fabbisogno alimentare del paese.
Il Kosovo sta facendo passi avanti adottando politiche agricole efficienti e sostenibili, un accesso al credito per gli agricoltori, investimenti in infrastrutture migliori e tecnologicamente avanzate e infine un miglioramento dei sistemi di commercializzazioni anch'essi più efficienti.

### Settore secondario
Il settore secondario in Kosovo è in crescita e la nazione sta piano piano industrializzandosi.
Tra i diversi tipi di industrie portanti abbiamo:
- L'industria mineraria: il Kosovo è molto ricco di minerali come la lignite, utilizzata per la produzione di energia elettrica nelle centrali termoelettriche; in seguito abbiamo la calcite utilizzata in campo edilizio.
- L'industria energetica, fortemente collegata alla produzione di energia elettrica che si basa sui combustibili fossili, ma il governo sta promovendo l'energia elettrica prodotta anche da fonti rinnovabili.
- L'industria manifatturiera, che comprende industrie come quella tessile, mobile, dei materiali e anche di altri, fondamentali per il paese.

### Settore terziario
Il settore terziario è quello che registra la crescita maggiore, con grandi investimenti da parte del governo.

### Energia
Il sistema energetico del Kosovo si basa principalmente sulle centrali termoelettriche, quindi sulla combustione della lignite, un tipo di carbone di bassa qualità, altamente presente sul sottosuolo nazionale.
Il Kosovo, però, non riesce ad arrivare all'autosufficienza e quindi dipende molto dalle importazioni di energia elettrica dalla Serbia e da altri paesi confinanti.

### Trasporti
Il Kosovo è servito dall'Aeroporto Internazionale di Pristina (IATA: PRN, ICAO: BKPR / LYPR) (in albanese Aeroporti Ndërkombëtar i Prishtinës; in serbo Међународни аеродром Приштина?, Međunarodni aerodrom Priština), unico scalo civile del Paese, collegato con voli diretti a diverse città europee tra cui Milano, Verona, Olbia e Cagliari.
In Kosovo esistono altri tre scali aeroportuali: l'Aeroporto di Giacovizza (Ðakovica Airfield), ora chiuso, il Batlava-Donja Penduha Airfield e la Slatina Air Base.
Kosovo Railways J.S.C. (albanese: Hekurudhat e Kosovës Sh.A, serbo: Kosovske Železnice D.D.) è la compagnia ferroviaria del Kosovo, nata come UNMIK Railways. Il Kosovo attualmente ha 333 km di ferrovie.
Il Kosovo è attraversato da due importanti strade che fanno parte delle Strade Europee, la E65 che collega la Svezia alla Grecia, e la E851 che collega Castellastua, in Montenegro, a Pristina, passando per Prizren. Dal 2009 Pristina è collegata alla costa adriatica dell'Albania attraverso l'autostrada R7, mentre l'autostrada R6 collega Pristina alla Macedonia del Nord.

### Turismo
Nell'attuale panorama economico del Kosovo il turismo è una voce quasi inesistente. Nonostante le grandi ricchezze naturali e artistiche, sono poche se non del tutto mancanti le infrastrutture dedicate al turista.
Il Paese è sostanzialmente poco urbanizzato e la natura è la padrona in buona parte del territorio. Nelle montagne al confine con l'Albania esistono alcune strutture attrezzate con impianti sciistici e sentieri per l'escursionismo.
Dal punto di vista artistico ed architettonico, gioiello artistico in Kosovo sono i monasteri serbo ortodossi, alcuni dei quali dichiarati Patrimonio dell'Umanità dall'UNESCO, primi fra tutti il monastero di Gračanica (1313), a sud-est di Pristina, e il famoso monastero patriarcale di Peć (XIII secolo).

## Ambiente

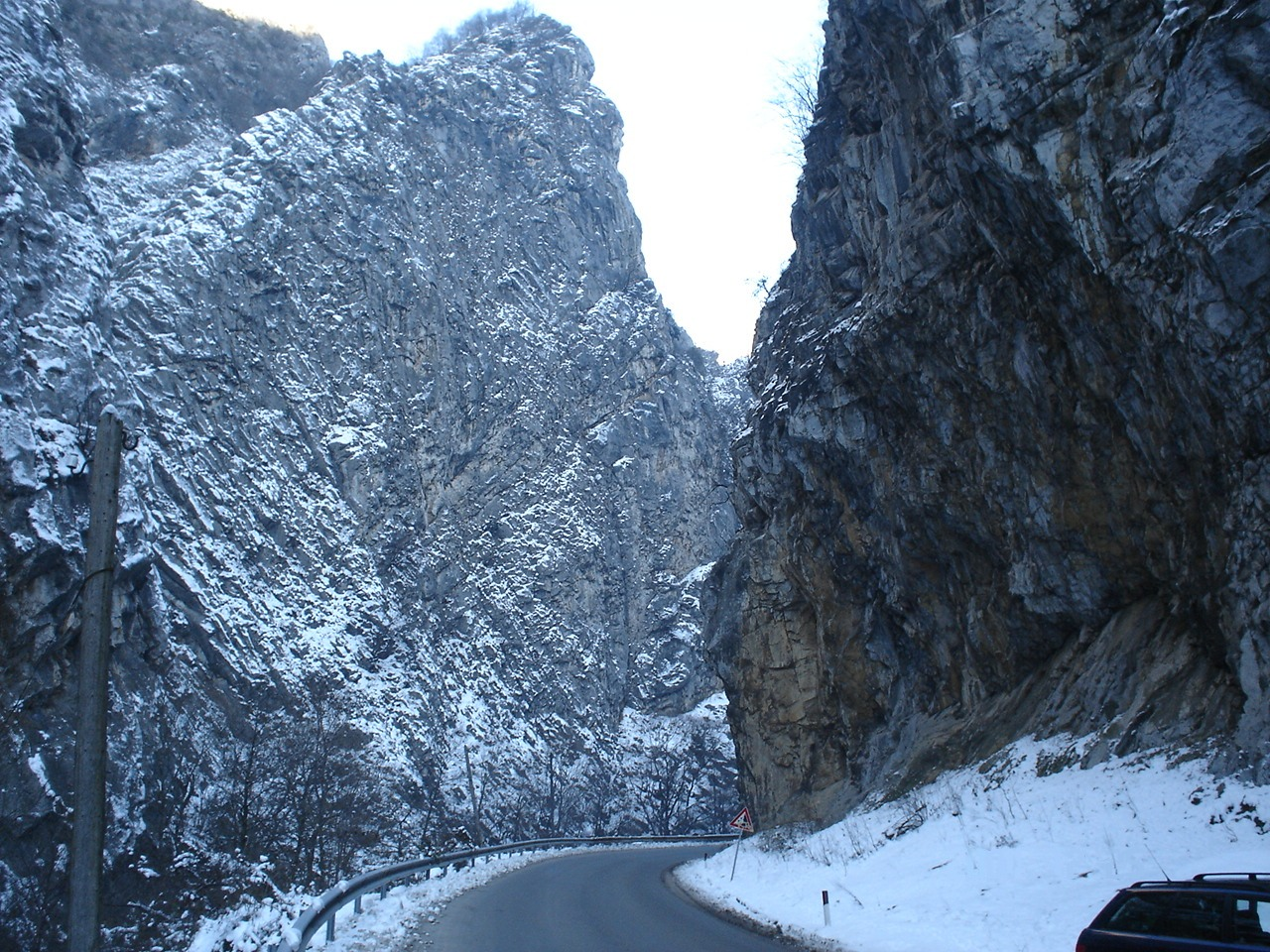
I Monti Sharr

In Kosovo esiste solo un'area protetta: il parco nazionale dei Monti Šar, che si estende al confine con la Macedonia del Nord, con un'area di 380 km², che costituisce il 3,49% del territorio nazionale.

## Cultura

### Architettura
Fra il XIII ed il XVII secolo fiorì in questa regione una notevole manifestazione di architettura ecclesiale dove sono unite la tradizione bizantina al nuovo movimento romanico. Di questa espressione artistica rimangono numerose testimonianze fra le chiese e i monasteri ortodossi, fra questi di notevole importanza sono il Monastero di Dečani, quello di Peć, di Gračanica e la chiesa della Vergine di Ljevisa. All'interno di questi monumenti si trovano dei cicli di affreschi che rappresentano l'espressione massima della cultura serba. Nel 2006 questi quattro monumenti sono stati inseriti dall'UNESCO tra i beni in pericolo.

### Patrimoni dell'umanità
Nell'ambito nei Patrimoni dell'umanità della Serbia i Monumenti medievali in Kosovo sono stati inseriti, nel 2004-2006, nella Lista dei patrimoni dell'umanità dell'UNESCO.

### Letteratura

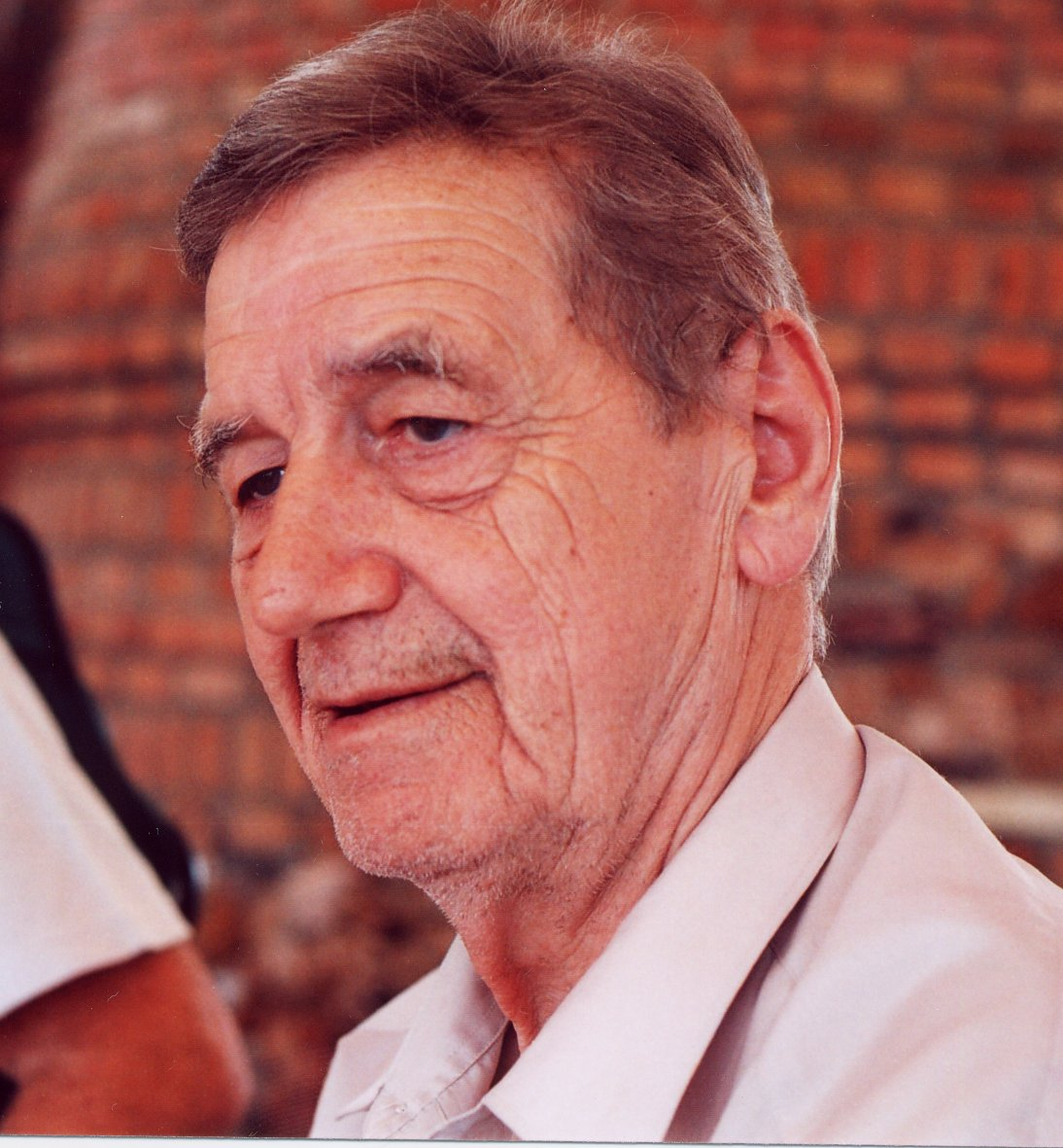
Il poeta Din Mehmeti nel 2006

La produzione letteraria kosovara ostacolata nei secoli dalla lunga dominazione ottomana trova affermazione nel XX secolo con il poeta Jeton Kelmendi, autore di liriche di argomento storico sulla situazione kosovara del XXI secolo. Shpëtim Selmani, nel 2020, fu il primo scrittore kosovaro a vincere il Premio letterario dell'Unione europea col romanzo Libërthi i dashurisë (The Booklet of Love).
Da ricordare anche il poeta nazionale kosovaro Din Mehmeti.

### Musica
La musica albanese è caratterizzata dall'uso della çiftelia (uno strumento albanese tradizionale), del mandolino, della mandola e delle percussioni. In Kosovo la musica folk è molto popolare accanto alla musica moderna. Ci sono molti cantanti e gruppi (sia albanesi sia serbi) folk. Anche la musica classica è molto conosciuta in Kosovo ed è stata insegnata in università (alla Facoltà di Arti dell'Università di Pristina e la Università di Pristina, Facoltà di Arti) e in diverse scuole musicali pre-college. L'Inno nazionale del Kosovo è "Europa".
Il Kosovo presenta numerosi cantanti famosi a livello locale e pure alcuni cantanti e cantautori famosi a livello internazionale, tra cui Rita Ora, cantante kosovara naturalizzata britannica, e Dua Lipa.

### Cinema
Zgjoi, diretto da Blerta Basholli, è un film kosovaro, che nel 2021, è entrato nella Short-list dei nove candidati per l'Oscar al miglior film straniero.

## Sport
A seguito della Legge sullo Sport, numero 2003/04, emanata dall'Assemblea del Kosovo nel 2003 è stato istituito, nello stesso anno, il Comitato Olimpico del Kosovo, con sede a Pristina che ha lo scopo di promuovere la nascita delle varie federazioni sportive kosovare ed inserirle nel contesto internazionale.
Sono state create diverse altre federazioni tra cui quella calcistica, riconosciuta dalla FIFA nel 2018 e quella della pallacanestro, che non ha ancora ricevuto riconoscimento internazionale ma che organizza e soprintende ai tornei nazionali e organizza selezioni di giocatori che rappresentano il Kosovo in partite amichevoli.
La situazione di limbo in cui vivevano gli atleti kosovari, che non potevano partecipare ai Giochi olimpici né sotto la propria bandiera (il comitato olimpico kosovaro non era riconosciuto dal CIO) né sotto quella serba, è sfociata in una protesta in piazza avvenuta a metà ottobre 2007 a seguito della quale il governo kosovaro e l'UNMIK si sono impegnati a occuparsi della situazione. Alla fine il riconoscimento del CIO è arrivato il 9 dicembre 2014 dopo la 127ª sessione plenaria che ha deliberato l'ingresso del Comitato Olimpico del Kosovo come 205° membro dell'organizzazione. Gli atleti kosovari possono pertanto partecipare ai Giochi olimpici a partire dall'edizione di Rio de Janeiro 2016.
Ma uno degli sport dove il Kosovo ha ottenuto ottimi risultati è il judo: Majlinda Kelmendi, judoka kosovara di etnia albanese, si è aggiudicata ben due titoli mondiali, a Rio de Janeiro 2013 e a Čeljabinsk 2014, in Russia. Majlinda Kelmendi ha conquistato a Rio de Janeiro 2016 il primo oro olimpico (e prima medaglia olimpica) per il Kosovo mentre Distria Krasniqi e Nora Gjakova hanno conquistato l'oro olimpico nelle rispettive categorie di peso a Tokyo 2020.

## Tradizioni

### Gastronomia
Una delle città con più ricca tradizione gastronomica è Pejë. Tra i cibi locali si ricordano Leqeniku, Flija, Krylana, Maza bollito, formaggio, polenta, il gulasch e molti altri.
Originale è la cucina gorani. Tra i piatti più famosi si ricordano il burek (pasta sfoglia con formaggio, ricotta, spinaci, carne macinata, cavolo cappuccio) e il dolce tradizionale baklava. Il Boza è una tipica bevanda gorana (nel Balcani questo popolo è conosciuto come Bozadzij, il popolo che prepara la boza), una bibita dal sapore aspro, frutto di un complicato processo che ha come ingredienti fondamentali farina e zucchero, che vengono a lungo bolliti secondo un procedimento particolare.
La cucina internazionale è ormai diffusa soprattutto nelle maggiori città.

### Abbigliamento
L'abbigliamento tradizionale degli abitanti della regione ha alcune caratteristiche distintive. La sua evoluzione ha seguito il percorso della modernizzazione e dello stile contemporaneo. Tuttavia, i simboli e i motivi fondamentali con cui sono disegnati questi indumenti rimandano spesso all'antichità illirica. I materiali e i metodi tradizionali impiegati per la realizzazione di questi abiti non hanno subito molti cambiamenti nel corso della storia. Gli strumenti utilizzati nella creazione di questi vestiti sono tipicamente kosovari, chiamati vegjë o vek, che è un telaio (somigliante alla jenny filatrice inglese e alla navetta volante). Le metodologie per l'acquisizione dei materiali e la produzione degli abiti sono rimaste costanti nel corso del tempo. I motivi e i disegni presenti su questi indumenti possono essere interpretati alla luce delle credenze religiose preistoriche. Triangoli, rombi, cerchi e croci sono ricorrenti e vengono considerati simboli di salute e fertilità. Cromaticamente, sono tre i colori principali di questi abiti, il più simbolico dei quali è il rosso.

## Festività
In base alla Legge sulle festività ufficiali della Repubblica del Kosovo (legge n.III L-64) datata 15 giugno 2008, il Kosovo adotta le principali festività internazionali: il Capodanno e il Giorno dei Lavoratori, le principali festività cattoliche (Natale e Pasqua cattolici) ed ortodosse (Natale e Pasqua ortodossi) e le principali festività musulmane del giorno della fine del Ramadan e della Festa del Montone. Inoltre vengono istituite le festività per l'indipendenza, la giornata della liberazione (o giorno della Pace) e la giornata della costituzione.
Vengono poi definite delle festività etniche e linguistiche: il giorno degli Albanesi, il giorno dei Veterani, il giorno degli zingari, il giorno dei Turchi, il giorno degli Ashkali, il giorno dei Gorani ed il giorno dei Serbi.
| Data         | Nome italiano                         | Nome albanese                                 | Nome serbo        | Note |
| ------------ | ------------------------------------- | --------------------------------------------- | ----------------- | --- |
| 1º gennaio   | Capodanno                             | Viti i Ri                                     | Нова година       | |
| 6 gennaio    | Epifania                              | Ujit të Bekuar                                |                   | Battesimo e manifestazione della divinità di Gesù Cristo.                                                                                     |
| 7 gennaio    | Natale serbo ortodosso                | Krishtlindjet Ortodokse Serbe                 | Православни божић | |
| 27 gennaio   | Giorno dei serbi                      | Dita e Serbëve                                | Дан Срба          | |
| 15 febbraio  | Giorno degli ashkali                  | Dita e ashkalive                              | Дан Ашкалија      | |
| 17 febbraio  | Giorno dell'indipendenza del Kosovo   | Dita e Pavarësisë                             | Дан независности  | |
| 6 marzo      | Giorno dei Veterani                   | Dita e Veteranëve                             | Дан браниоца      | |
| 9 aprile     | Giorno della Costituzione             | Dita e Kushtetutës                            | Дан устава        | La data effettiva del Giorno della Costituzione è il 9 aprile, giorno della ratifica della Costituzione della Repubblica del Kosovo nel 2008. |
| 9 aprile     | Giorno degli zingari                  | Dita e ciganëve                               | Дан Цигана        | |
| 23 aprile    | Giorno dei turchi                     | Dita e turqve                                 | Дан Турака        | |
| -            | Pasqua cattolica                      | Pashkët                                       | Ускрс             | Domenica, data variabile. |
| -            | Lunedì di Pasqua cattolica            | E hëna e Pashkëve                             | Ускрсни понедељак | Il lunedì dopo la Pasqua cattolica. |
| -            | Pasqua ortodossa                      | Pashkët                                       | Ускрс             | Domenica, data variabile. |
| -            | Lunedì di Pasqua ortodossa            | E hëna e Pashkëve                             | Ускрсни понедељак | Il lunedì dopo la Pasqua ortodossa. |
| 1º maggio    | Festa del lavoro                      | Dita e Punës                                  | Празник рада      | |
| 9 maggio     | Giorno dell'Europa                    | Dita ed Evropës                               | Дан европе        | |
| 12 giugno    | Giorno della Pace                     | Dita e Paqes                                  | Дан мира          | Anniversario dell'intervento delle truppe NATO nel Kosovo del 1999.                                                                           |
| -            | Uraza-bairam                          | Fitër Bajrami                                 | Ураза Баирам      | Eid ul-Fitr data variabile (festività musulmana)                                                                                              |
| -            | Kurban-bairam                         | Kurban Bajrami                                | Курбан бајрам     | Eid Al-Adha data variabile (festività musulmana)                                                                                              |
| 15 agosto    | Ferragosto                            | Mes të gushtit                                |                   | I cristiani celebrano l'Assunzione di Maria (Fjetja e Shën Mërisë), letteralmente la Dormizione di Maria.                                     |
| 28 settembre | Giorno dei gorani                     | Dita e goranëve                               | Дан Горанца       | |
| 28 novembre  | Giorno degli Albanesi                 | Dita e shqiptarëve                            | Дан Албанаца      | Festeggiamenti in memoria della proclamazione dell'indipendenza degli albanesi dall'Impero turco-ottomano avvenuta il 1912.                   |
| 25 dicembre  | Natale cattolico e ortodosso albanese | Krishtlindja Katolike dhe Shqiptare Ortodokse | Божић             | |